# وفاة توم تومسون وإرثه

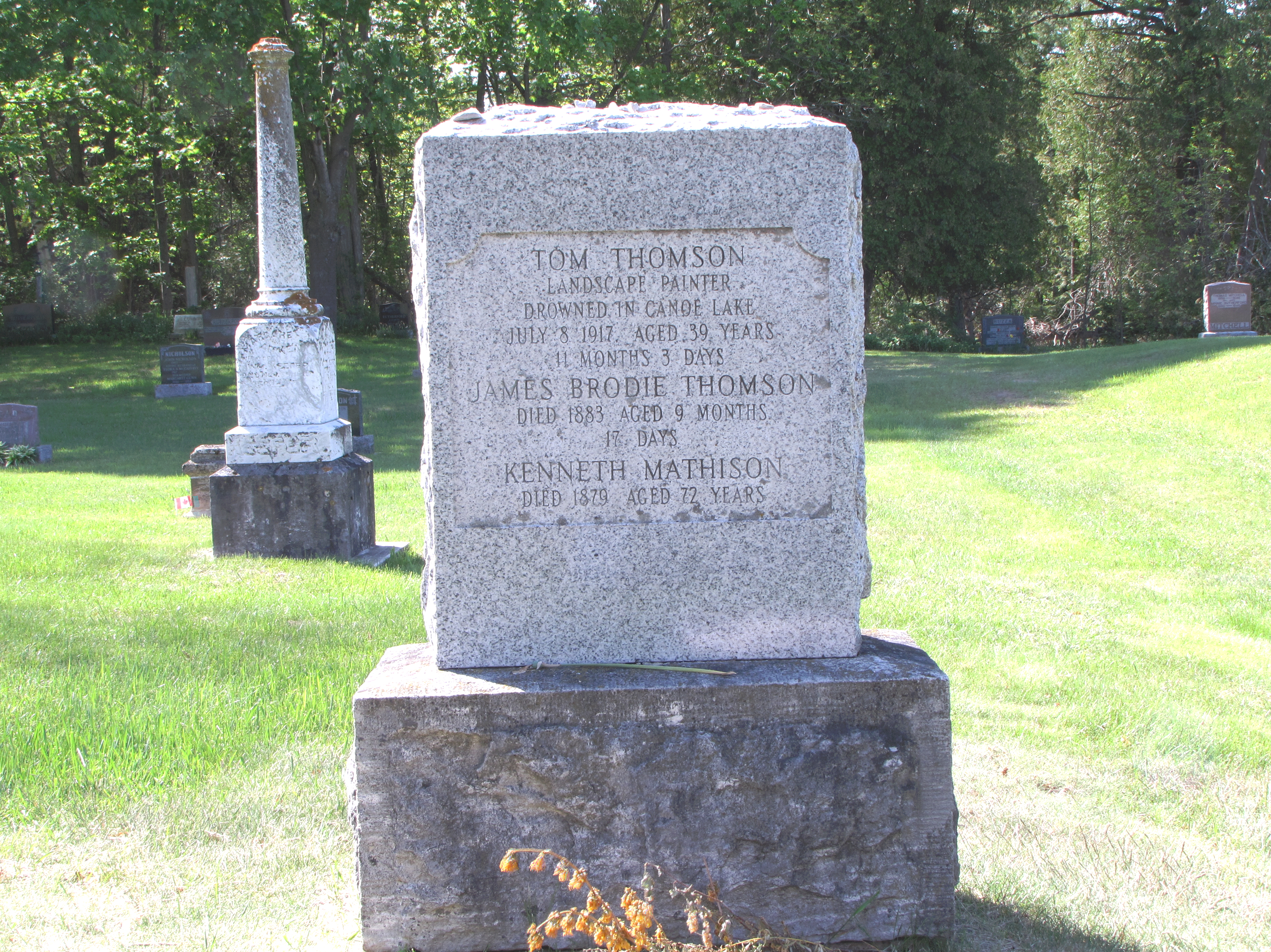
شاهد قبر توم تومسون في ليث، أونتاريو. يحمل الجزء الذي يحمله تومسون من الحجر النقش التالي: توم تومسون رسام المناظر الطبيعية غرق في بحيرة كانو في 8 يوليو 1917 عن عمر يناهز 39 عامًا و11 شهرًا و3 أيام.

توفي الرسام الكندي توم تومسون في الثامن من يوليو عام 1917، في بحيرة كانو في حديقة مقاطعة ألغونكوين في منطقة نيبسينج، أونتاريو، كندا. بعد غرق تومسون في الماء، تم اكتشاف زورقه المقلوب في وقت لاحق من ظهر ذلك اليوم والعثور على جثته بعد ثمانية أيام. أصبحت العديد من النظريات المتعلقة بوفاة تومسون—بما في ذلك أنه قُتل أو انتحر—شائعة في السنوات التي تلت وفاته، على الرغم من أن هذه الأفكار تفتقر إلى أي دليل.
يعتبر تومسون شخصية بارزة في الفن الكندي. وقد كان لأعماله اللاحقة تأثير عميق على الفنانين المعاصرين له وكذلك الذين أتوا بعده. احتلت لوحات مثل جاك باين والريح الغربية مكانة بارزة في ثقافة كندا وهي من أكثر القطع الفنية شهرة في البلاد. بالإضافة إلى شهرته كفنان، فقد اكتسب سمعة باعتباره رجلًا كنديًا مثاليًا في الهواء الطلق، بارعًا في التجديف وصيد الأسماك، على الرغم من أن مواهبه في السابق أصبحت موضع شك.

## الخلفية

### في الهواء الطلق

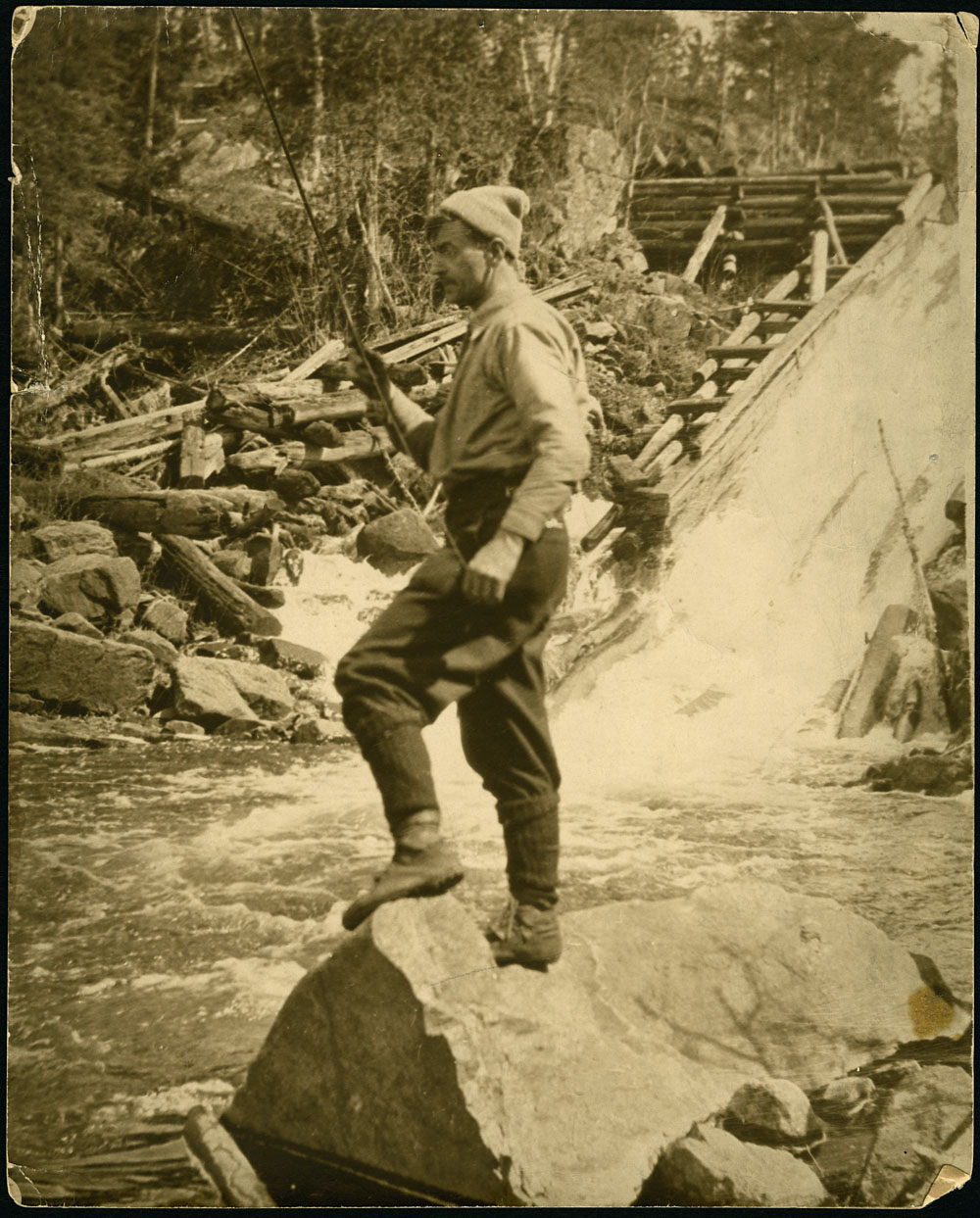
صيد تومسون في سد بحيرة الشاي في منتزه ألكوين الإقليمي، حوالي 1915/1916

على الرغم من شهرته الكبيرة بلوحاته، إلا أن توم تومسون يُعَد من هواة الحياة البرية. فقد طُرِدَ من المدرسة في سن مبكرة، ربما بسبب مرض في الرئة. وقد أتاح له هذا الوقت لاستكشاف المناطق المشجرة وتطوير تقدير عميق للطبيعة. وكان يقضي معظم وقته في المشي مع ابن عم جدته الأول، الدكتور ويليام برودي، وهو عالم حشرات وطيور ونبات معروف. كما طور حبه للصيد والصيد، على الرغم من أنه تخلى في النهاية عن الصيد بعد إطلاق النار على غزال «لأن النظرة في عينيه كانت بشرية للغاية».
ساهم الدكتور جيمس ماكالوم في سرد قصص عن تومسون باعتباره من محبي الحياة البرية، بما في ذلك قصة عن لقاء تومسون بذئب ضخم، وبعد شمه لفترة وجيزة، تركه بمفرده. وكتب أيضًا:
كان [تومسون] معتادًا على التجديف إلى وسط البحيرة التي كان يخيم عليها، وقضاء الليل هناك من أجل الابتعاد عن الذباب والبعوض. كان يدرس السماء الليلية والخطوط المتغيرة للشواطئ بلا حراك بينما كان القندس وثعلب الماء يلعبان حول قاربه.
غالبًا ما يُذكر تومسون باعتباره خبيرًا في التجديف بالقوارب. وقد زعم ديفيد سيلكوكس أن هذه الصورة ربما تكون رومانسية. وكتب أ. واي. جاكسون أن تومسون «كان يجدف مثل الهنود»، مع تقديره الكبير لقدراته. وعلى الرغم من ذلك، قال حارس الحديقة مارك روبنسون إن تومسون اعترف له في عام 1913 بأنه لا يعرف الكثير عن التجديف بالقوارب. بالإضافة إلى ذلك، هناك قصص متعددة عن انقلاب قاربه. في عام 1912، بعد سماع أن تومسون انقلب وفقد معظم إمداداته في رحلة تجديف بالقوارب على نهر ميسيساجي، رد صديقه جون ماكروير قائلاً: «ربما كنت قد غرقت أيها الشيطان؛ وهذه ليست المرة الأولى التي تصطدم فيها، أليس كذلك!».
وعلى الرغم من هذه الصور الرومانسية، فإن مجال الصيد كان تومسون بارعًا فيه بلا شك. وظل حبه العميق للصيد الذي طوره في شبابه باقيًا طوال حياته، لدرجة أن شهرته من خلال متنزه ألغونكوين كانت منقسمة بالتساوي بين الفن وصيد الأسماك. وفي حين كان معظم من زاروا المتنزه برفقة مرشدين مستأجرين، كان تومسون يتنقل من مكان إلى آخر بمفرده. والواقع أن العديد من مواقع الصيد التي زارها تظهر في أعماله. فعند زيارة بحيرة كانو لأول مرة في عام 1914، كتب أ. ي. جاكسون إلى ج. إي. إتش. ماكدونالد، «يبدو أن توم تومسون صياد ما، مشهور جدًا في هذه المنطقة».

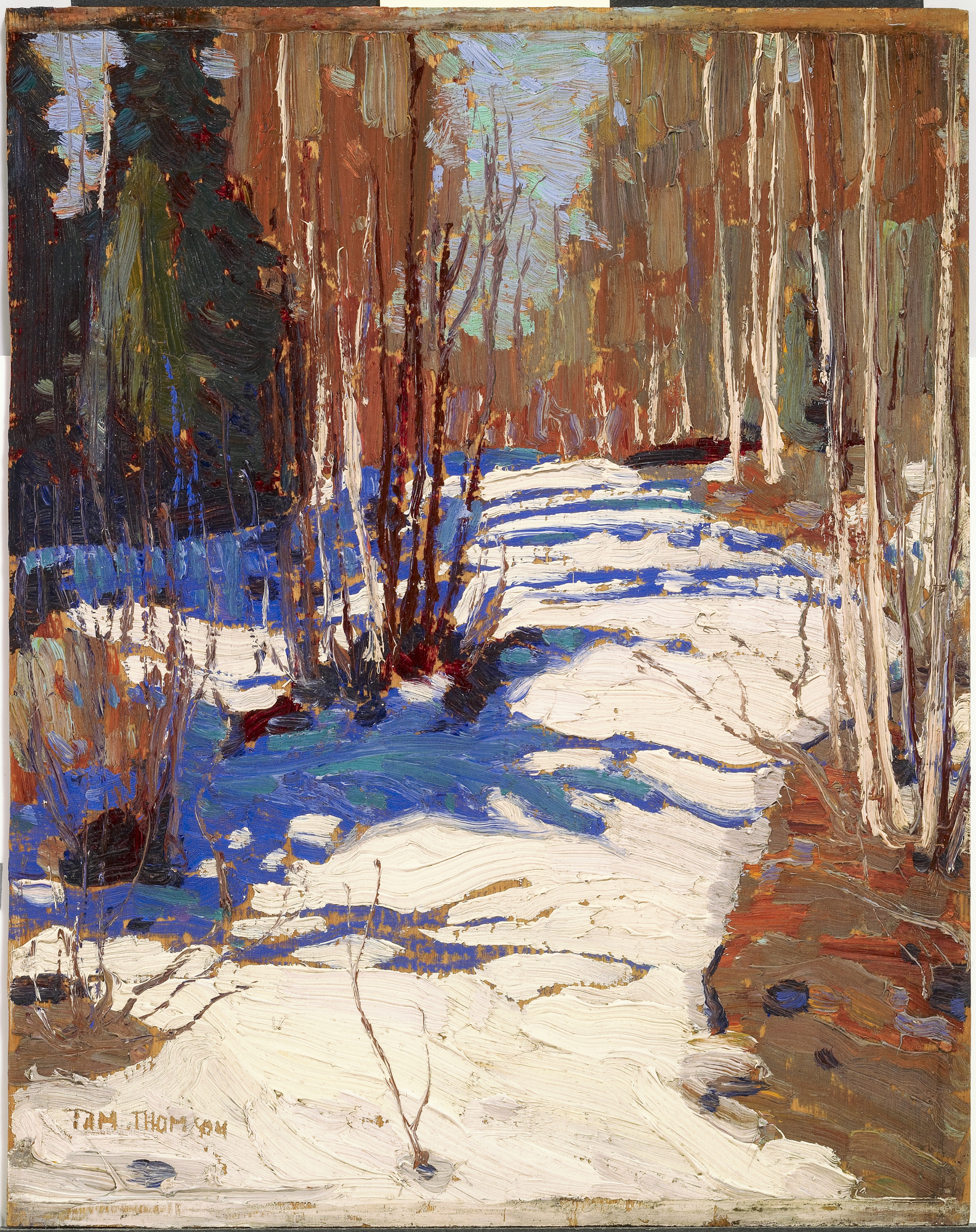
المسار خلف نزل موات، ربيع 1917. معرض أونتاريو للفنون، تورنتو

### موسم الرسم 1917
منذ عام 1914 فصاعدًا، سافر تومسون بانتظام إلى متنزه ألغونكوين في الربيع، إما للتخييم على بحيرة كانو أو للإقامة في فندق موات لودج. أمضى وقته هناك في الرسم والعمل كمرشد صيد، وعاد إلى تورنتو في الخريف، وأنتج أعمالًا قماشية أكبر من رسوماته الأصلية. في عام 1917، عاد تومسون إلى بحيرة كانو في بداية أبريل، ووصل مبكرًا بما يكفي لرسم الثلوج المتبقية والجليد المتكسر على البحيرات المحيطة. أصبحت اللوحات مذكراته البصرية الخاصة لهذا اليوم، وتحولت إلى سلسلة وصفها بأنها «سجل للطقس لمدة 62 يومًا، سواء كان ممطرًا أو مشمسًا، أو ثلجيًا، مظلمًا أو مشرقًا». كتب إلى والده قائلاً إنه على الرغم من أنه لم يبع العديد من الرسومات في ذلك العام، إلا أنه يعتقد أنه «يمكنه الاستمرار لمدة عام آخر على الأقل بينما ألتزم بالرسم لأطول فترة ممكنة». في رسالته الأخيرة إلى ماكالوم — التي أرسلها قبل يوم واحد فقط من اختفائه — اشتكى من الذباب والبعوض. لم يرسم الكثير منذ ظهورهم، لكنه كان يأمل أن الطقس الدافئ سوف يقتلهم قريبًا. ووعد بإرسال بعض رسوماته الشتوية وكان يتطلع إلى الرسم في العديد من الرحلات المخطط لها خلال الشهرين المقبلين.
إن الأعمال التي أنجزها خلال هذا الربيع تظهر التحكم الماهر في الألوان الذي توصل إلى تطويره—وهو ما يتجلى بشكل خاص في لوحة مثل المنحدرات—وهي مرسومة بـ«نقاء ونضارة» خاصين. وتُظهِر رسوماته على وجه الخصوص كيف نضج إلى «دقة التعبير، باستخدام معالجة سريعة ولكن دقيقة». إن ضربات الفرشاة الجريئة والمعبرة التي اشتهر بها الآن واضحة في لوحات مثل المسار خلف نزل موات وسد بحيرة الشاي. كما تظهر في الأولى مناطق صغيرة من الألواح الخشبية العارية، والتي يمكن رؤيتها من خلال الطلاء. ويضيف هذا الأسلوب المزيد من الإضاءة إلى المشهد. وقد شوهد أسلوب الرسم العدواني الذي استخدمه تومسون باستمرار في الحركة التعبيرية التي أعقبت وفاته. وقد وصف مؤرخا الفن ديفيد سيلكوكس وهارولد تاون أعماله الأخيرة بأنها تتحرك في اتجاه التجريد. وهذا واضح بشكل خاص في ما قد يكون عمله الأخير، بعد العاصفة، والذي «عند النظر إليه عن قرب، فإن تطبيق تومسون الكثيف والواسع للطلاء في هذا المشهد يذوب في التجريد الخالص». غالبًا ما تحتوي المناظر الطبيعية في أعماله النهائية في أواخر الربيع وأوائل الصيف على هذه الأنواع من الأشكال الجريئة والمعممة.
بالإضافة إلى الحب العميق الذي كان يكنه لمنتزه ألغونكوين، بدأ تومسون يُظهِر حماسًا لتصوير مناطق خارج المنتزه واستكشاف مواضيع شمالية أخرى. وفي رسالة إلى صهره في مايو 1917، كتب:
ربما أذهب في رحلة على متن قطار سكة حديد كندا الشمالية هذا الصيف لرسم روكي  [ك‍] ولكن لم أقم بجميع الترتيبات بعد. إذا ذهبت فسيكون ذلك في شهري يوليو وأغسطس.
وأشار أ. ي. جاكسون إلى أن تومسون كان ليسافر إلى أبعد من ذلك شمالاً، تماماً كما فعل في نهاية المطاف الأعضاء الآخرون في مجموعة الدول السبع.

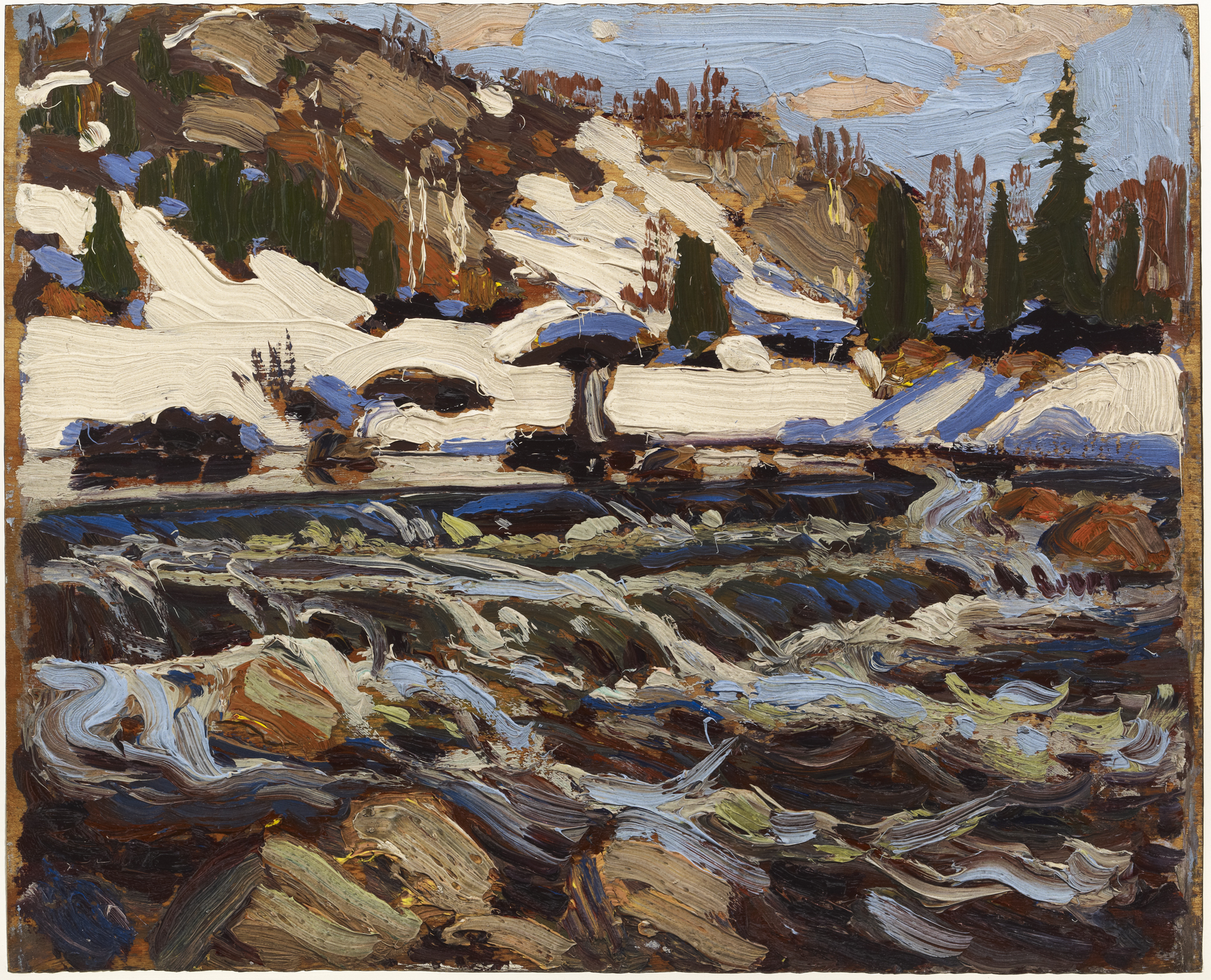
رابيدز، ربيع 1917. مجموعة خاصة، تورنتو
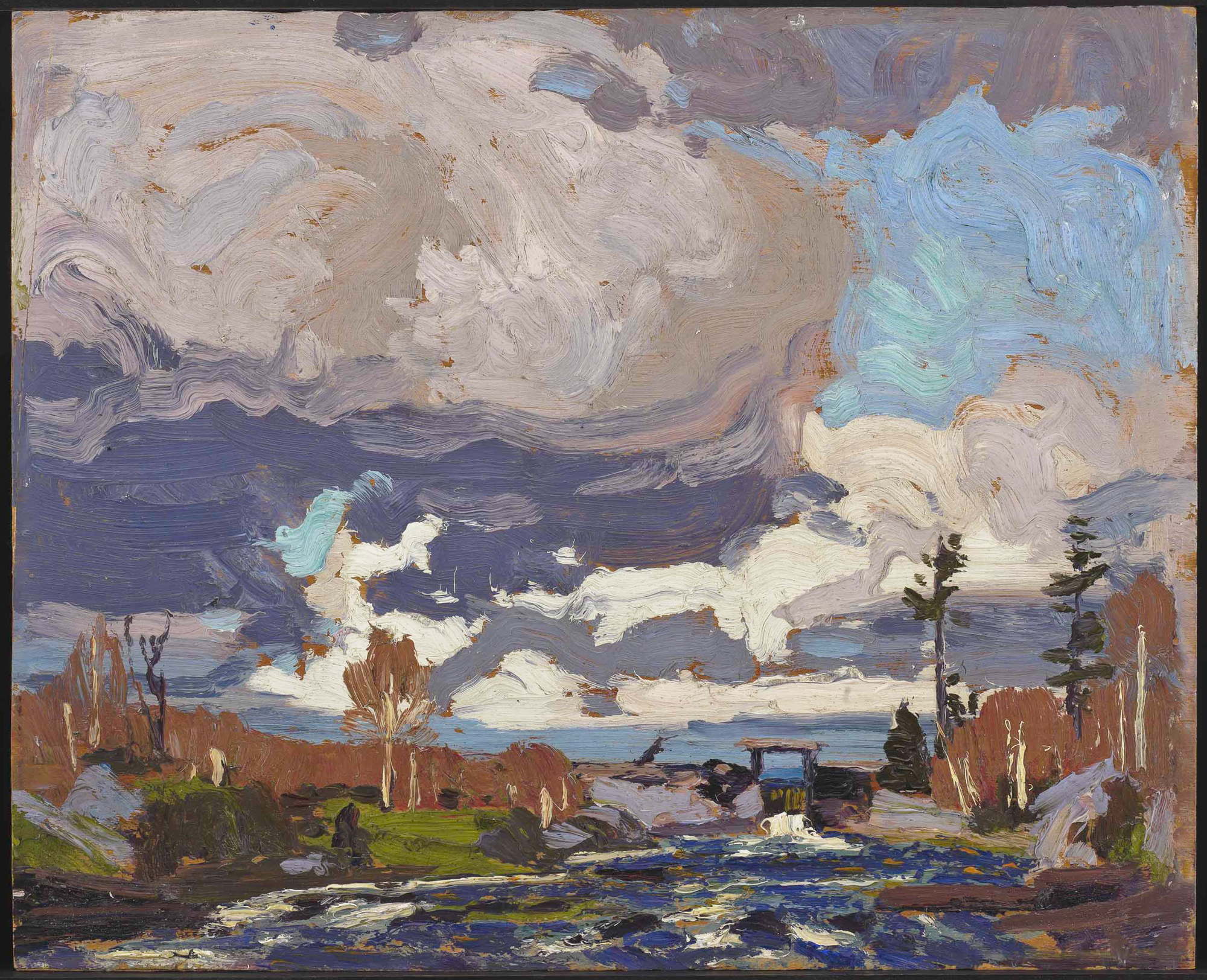
سد بحيرة الشاي، صيف 1917. مجموعة ماكمايكل للفن الكندي، كلاينبورج
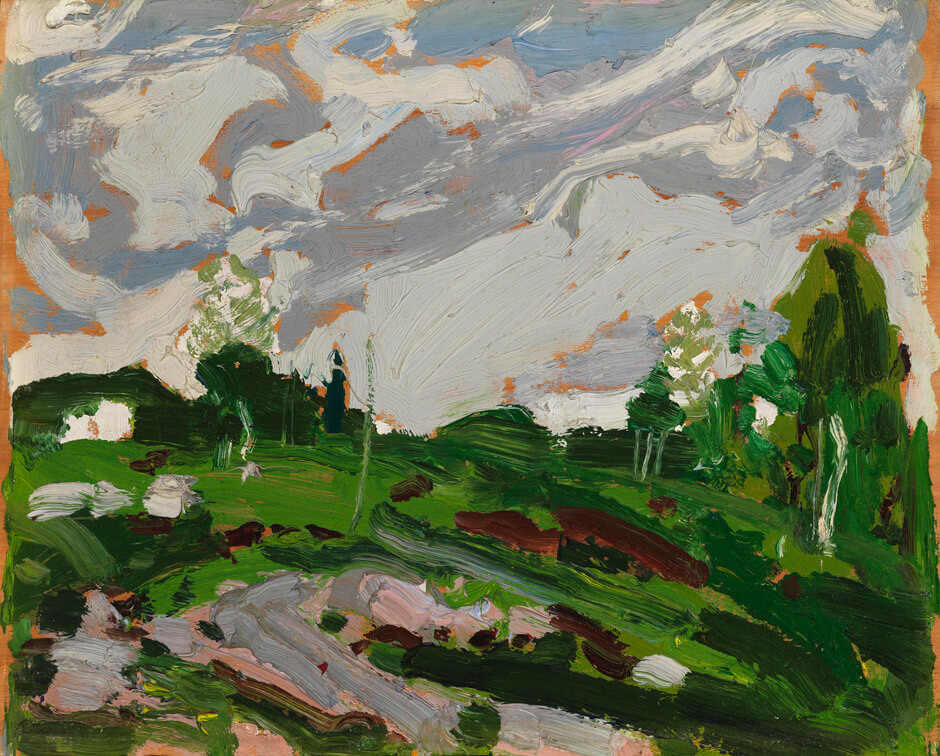
بعد العاصفة، صيف 1917. مجموعة خاصة

## الوفاة
في صباح يوم 8 يوليو 1917، شوهد تومسون وهو يسير إلى سد جو ليك مع شانون فريزر، مالك نزل موات. كان يقضي ليلته هناك غالبًا عندما كانت الحديقة شديدة البرودة للتخييم. لاحظ مارك روبنسون، أحد حراس الحديقة، في مذكراته أن تومسون «غادر رصيف فريزر بعد الساعة 12:30 ظهرًا للذهاب إلى سد تي ليك أو ويست ليك». اختفى تومسون أثناء رحلة التجديف هذه على بحيرة كانو. تم رصد قاربه المقلوب في وقت لاحق من بعد الظهر، بينما تم اكتشاف جثته في البحيرة بعد ثمانية أيام في 16 يوليو. توقفت ساعته عند الساعة 12:14 وكان لديه كدمة طولها أربع بوصات في صدغه الأيمن.
تم فحص الجثة من قبل الدكتور جولدوين هاولاند الذي خلص إلى أن السبب الرسمي للوفاة هو الغرق. أيد الطبيب الشرعي الدكتور آرثر إي راني استنتاج هاولاند بأن الغرق كان عرضيًا، وكتب أيضًا أن «الأدلة من الشهود الستة الآخرين تشير إلى أن سبب الوفاة كان الغرق». فيما يتعلق بالكدمة التي يبلغ طولها أربع بوصات على صدغ تومسون، كتب أنه «لا شك أنها كانت ناجمة عن ضرب [ك‍] بعض [العائق]، مثل الحجر، عندما تم غرق الجثة».
في اليوم التالي لاكتشاف الجثة، تم دفنها في مقبرة موات بالقرب من بحيرة كانو. وتحت إشراف شقيق تومسون الأكبر جورج، تم استخراج الجثة بعد يومين وتم شحنها إلى أوين ساوند. ثم أعيد دفنها في قطعة الأرض العائلية بجوار كنيسة ليث المشيخية في 21 يوليو في ما يُعرف الآن ببلدية ميافورد.

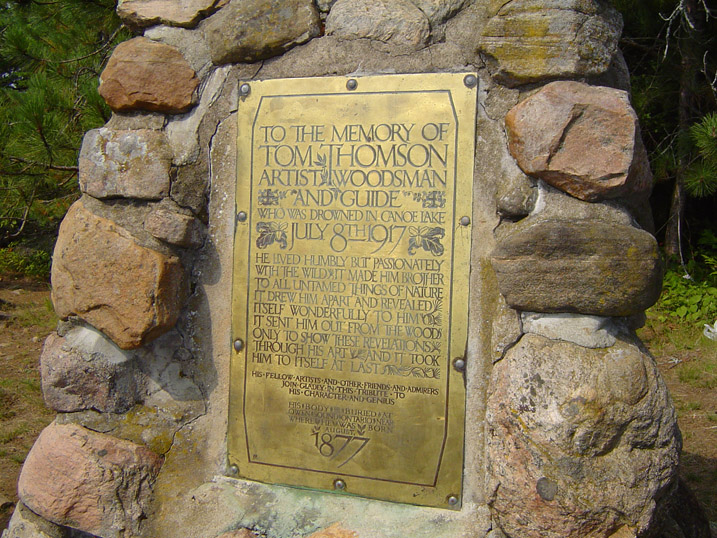
نصب توم تومسون التذكاري، بحيرة كانو، حديقة مقاطعة ألغونكوين

بمساعدة مالية من ماكالوم، في 27 سبتمبر 1917، أقام جيه إي إتش ماكدونالد وجون ويليام بيتي وشانون فريزر وجورج رو والسكان المحليون نصبًا تذكاريًا في هايهورست بوينت على بحيرة كانو، حيث توفي تومسون. وبسبب حب تومسون العميق للمنطقة، «لم يكن لدى المجموعة قلب للعودة إلى منتزه ألغونكوين، لذلك انتقلوا إلى ألغوما وبحيرة سوبيريور، ثم إلى القطب الشمالي ويوكون ولابرادور وأجزاء أخرى من البلاد».

## الإرث
منذ وفاته، ازدادت قيمة أعمال تومسون وشعبيتها. كتبت الباحثة شيريل جريس أن تومسون يمثل «حضورًا مخيفًا» للفنانين الكنديين وأنه «يجسد الهوية الفنية الكندية». وبالمثل كتب عضو مجموعة السبع آرثر ليزمر أن «توم تومسون هو تجسيد للشخصية الكندية».
في عام 2002، أقام المعرض الوطني الكندي معرضًا كبيرًا لأعماله، مما أعطى تومسون نفس مستوى الأهمية الذي حظي به بيكاسو ورينوار ومجموعة السبع في السنوات السابقة. اعتبارًا من عام 2009، كان أعلى سعر حققه رسم تومسون هو أوائل الربيع، بحيرة كانو (1917) والذي بيع في عام 2009 مقابل 2،749،500 دولار (ما يعادل 3٬206٬000 دولار كندي في عام 2018). لا يزال عدد قليل من اللوحات القماشية الرئيسية في المجموعات الخاصة، مما يجعل من غير المرجح كسر الرقم القياسي. أحد الأمثلة على الطلب الذي حققه عمل تومسون هو الرسم المفقود سابقًا لبحيرة في ألغونكوين بارك (1912/13). تم اكتشاف اللوحة في قبو إدمونتون في عام 2018 وبيعت بما يقرب من نصف مليون دولار في مزاد تورنتو. أدت القيمة المتزايدة لعمل تومسون إلى اكتشاف العديد من عمليات التزوير لعمله في السوق.

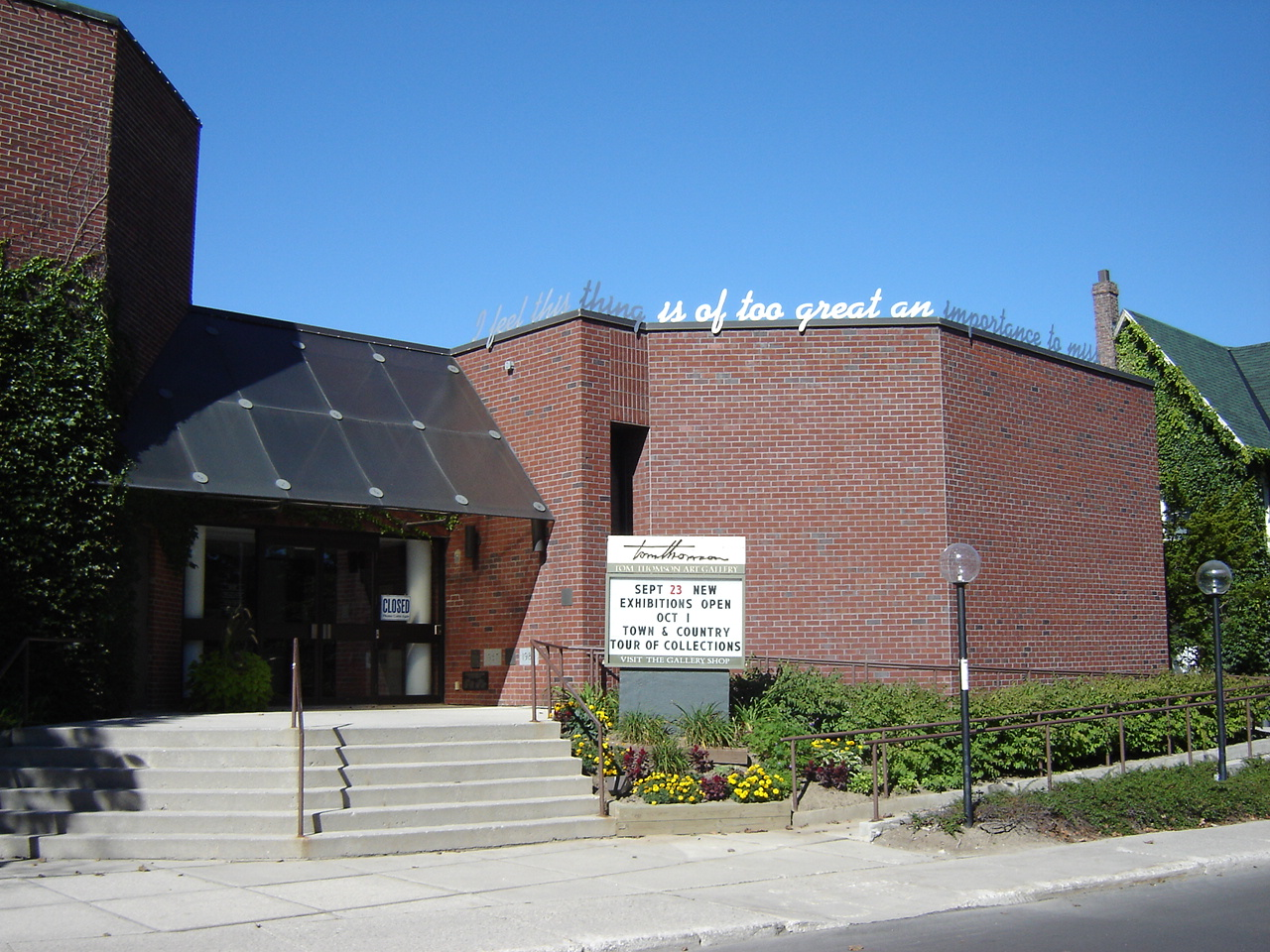
تحتوي معرض توم تومسون للفنون في أوين ساوند على مجموعة كبيرة من أعمال تومسون الفنية، وخاصة تلك التي تعود إلى مسيرته المهنية المبكرة.

في صيف عام 2004، تم نقل علامة تاريخية أخرى تكريمًا لثومسون من موقعها السابق بالقرب من وسط ليث إلى المقبرة التي دُفن فيها ثومسون الآن. أصبح موقع القبر مكانًا شهيرًا للزوار إلى المنطقة حيث يترك العديد من المعجبين بأعمال ثومسون البنسات أو اللوازم الفنية الصغيرة تكريمًا له.
في عام 1967، افتُتح معرض توم تومسون للفنون في أوين ساوند. في عام 1968، نُقل كوخ تومسون من خلف مبنى الاستوديو إلى مجموعة ماكمايكل الكندية للفن في كلينبورج. كما تُعرض العديد من أمثلة أعماله في المعرض الوطني الكندي في أوتاوا، ومعرض أونتاريو للفنون، ومجموعة ماكمايكل الكندية للفن في كلينبورج، أونتاريو. يمكن رؤية تأثير تومسون في أعمال الفنانين الكنديين اللاحقين، بما في ذلك إميلي كار وجودريدج روبرتس وهارولد تاون وجويس فيلاند.

### فنان «غير ملوث»
في السنوات التي تلت وفاته، وُصِف تومسون غالبًا بأنه مستقل عن التقاليد الفنية السابقة. وأشار كثيرون إلى حقيقة أنه لم يزر أوروبا أو المتاحف في الولايات المتحدة قط كدليل على أنه تمكن من تجنب تطورات التجربة الحداثية. وبالمثل، تسبب افتقار تومسون إلى التعليم الفني الرسمي في جعل الأعضاء الآخرين في المجموعة ينظرون إليه لاحقًا كفنان طبيعي غير ملوث، وقد دخلت هذه النظرة في الأسطورة والإدراك العام المحيط به.
ولقد زعم ديفيد سيلكوكس وأندرو هانتر أن هذه التصورات كانت في المقام الأول من قِبَل أصدقائه، أولئك الذين شكلوا مجموعة السبع في السنوات التي أعقبت وفاته وآخرين في المشهد الفني الكندي، والذين اعتمدوا جميعهم تقريباً على نفس التفاصيل الأساسية في معالجاتهم لحياة تومسون ومسيرته المهنية. على سبيل المثال، كتب ليزمر: «لم يكن [تومسون] على صلة بالأساليب أو المدارس... لم تكن له أية علاقة بأوروبا، وفي فنه لا يوجد أثر لأسلوب موروث أو تأثير من الخارج... إذا كان المرء يعرف تومسون، فسوف يدرك أيضاً أنه لا يعرف شيئاً عن أشياء مثل [الفن الجديد أو الانطباعية]». وبالمثل، كتب جاكسون أن «شخصية تومسون القاسية لم تهيمن عليها أي تأثيرات خارجية»، وأن تومسون كان «محرض الحركة إلى شمال البلاد». وكرر لورين هاريس هذه الآراء، قائلاً: «لم يكن هناك شيء يتعارض مع رؤية توم المباشرة والبدائية للطبيعة. لقد كان بريئاً تماماً من أي من آليات الحضارة وكان في أسعد حالاته عندما كان بعيداً عنها في الشمال». كتب باركر فيرلي أن «لا النظرية ولا أي رأي مكتسب كان له مكان دائم في ذهن تومسون. لقد كان ساذجًا طوال الوقت». كتب هارولد مورتيمر لامب، «بمعداته ذهب إلى الطبيعة وتواصل معها في جميع حالاتها المزاجية». كتبت بلودوين ديفيز، «من خلال قصة الرسم في كندا، يتجول رجل طويل ونحيف، مع صندوق الرسم ومجدافه، فنان وحالم جعل من البرية ديرًا له وهناك عبد الطبيعة في حالاتها المزاجية السرية». كتب إف بي هوسر، «لم يسبق أبدًا التعبير عن مثل هذه المعرفة والشعور بمثل هذه الأشياء في الطلاء. لوحات تومسون فريدة من نوعها في سجلات جميع الفنون خاصة عندما نتذكر أنه لم يكن مدربًا كرسام. كانت الطبيعة سيده». بشكل عام، زعم أعضاء المجموعة أن فنهم لم ينشأ في تقاليد فنية راسخة ولكنه بدلاً من ذلك كان يمليه المشهد الطبيعي نفسه. وصف أ. واي. جاكسون تومسون بأنه «المرشد والمترجم» الذي عرّف أصدقاءه على «عالم جديد، بلد الشمال». وزعم دينيس ريد على نحو مماثل، فكتب أن وفاة تومسون كانت «كتضحية تقريبًا بفكرة الفن الكندي الأصلي... كان تومسون... أول أستاذ قديم في كندا، وباعتباره فكرة عمل كمصدر إلهام دائم لكل من اعتقد أن سر معرفة كندا بذاتها يكمن بطريقة ما في الأرض». وانتقد مؤرخو الفن التنقيحيون الرأي القائل بأن تومسون ومجموعة السبع كانوا منشئي أسلوب فني وطني كندي جديد.
على الرغم من الفكرة الشائعة بأن تومسون لم يتلق أي تعليم رسمي في الفن، فمن المحتمل أنه درس لفترة وجيزة تحت إشراف الفنان البريطاني ويليام كرويشانك حوالي عام 1905. ومع ذلك، هناك مصدران فقط يؤكدان ذلك. الأول هو مذكرة واحدة غير مؤرخة من كروكشانك إلى الأستاذ جيمس مافور، يرتب فيها لإحضار «تومسون»  [ك‍] لمقابلته. ومما يزيد الأمر تعقيدًا أن قائمة الفصول الأصلية لم تعد موجودة. والثاني هو رسالة من إتش بي جاكسون إلى بلودوين ديفيز، كتب فيها، «درس توم من الحياة والتحف في مدرسة الفنون. إذا كنت أتذكر بشكل صحيح، كان كروكشانك هو المعلم». بالإضافة إلى التعليم الشخصي، من المحتمل أيضًا أنه قرأ كتيب جون راسكن لعام 1857، عناصر الرسم، أثناء تعلمه الرسم. وبصرف النظر عن هذه الاحتمالات، يبدو أنه لم يتلق أي تعليم فني آخر. ومع ذلك، بدا أن عمل تومسون في الفن التجاري كان له تأثير على لوحاته، مما قاده إلى الإلمام بالفن الجديد وكذلك حركات الفنون والحرف اليدوية. وبالمثل، أدى العمل مع زملائه الفنانين إلى إدراكه لتقنيات الانطباعية وما بعد الانطباعية. فيما يتعلق باتجاهات الفن الجديد، كتب جاكسون: «لقد تعاملنا (مجموعة السبع وتوم تومسون) مع موضوعاتنا بحرية المصممين. حاولنا التأكيد على اللون والخط والنمط». يمكن رؤية هذه التقنيات في أعمال تومسون، سواء كانت انطباعية في المؤشرات (1916–17)؛ أو الفن الجديد في النهر الشمالي (1914–15)، المناظر الطبيعية الزخرفية، أشجار البتولا (1915–16)، جليد الربيع (1915–1916) والريح الغربية (1916–17)؛ أو التعبيرية في بعد العاصفة (1917) ومستنقع التوت البري (1916).

### الثقافة الشعبية والتكريمات الأخرى

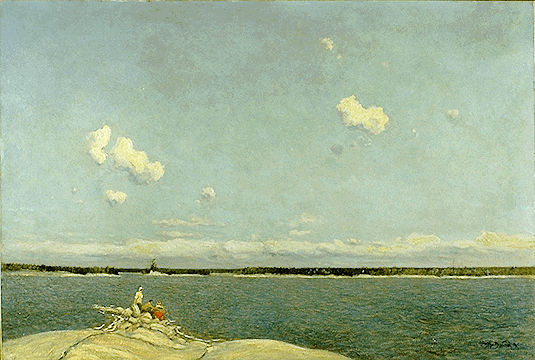
جيه إي إتش ماكدونالد، طقس جميل، خليج جورجيان، 1913. معرض أونتاريو للفنون، تورنتو. تصور هذه اللوحة تومسون (يمين) إلى جانب صديقه أ. واي جاكسون (يسار) وهما يربطان قاربهما بينما يلوحان في الأفق أمام المياه الصافية الهادئة.

كتب الشاعر الكندي وعضو مجموعة مونتريال، أ. ج. م. سميث، في رسالة إلى ساندرا دجوا أن لوحة تومسون جاك باين هي التي ساعدته في البدء في قصيدته «الأرض الوحيدة». ربما كانت القصيدة الأكثر شهرة والأكثر انتشارًا بين قصائد سميث، وقد نُشرت لأول مرة في مجلة ماكجيل فورتنيتلي ريفيو في 9 يناير 1926، تحت عنوان «مجموعة السبع». خضعت لعدة تنقيحات، وظهرت في المنتدى الكندي في يوليو 1927 والمجلة الأمريكية ذا ديال في يونيو 1929. لم ير سميث اللوحة بنفسه، ولكن فقط كنسخة ملونة. يستخدم المقطع الأول الملمس («المسنن»، «الناعم») والحركة الإيقاعية («الحادة»، «المرة»، «الأشواك») للوحة أثناء وصفها لمناظر طبيعية شمالية. تتقدم قصيدة سميث «الصلاة» عام 1925 على نحو مماثل، حتى أنها تشير إلى شجرة صنوبر جاك في أحد المقاطع المبكرة. وقد نُشرت أيضًا العديد من الكتب الشعرية الأخرى المستوحاة من تومسون، بما في ذلك كتاب جورج ويبل توم تومسون وقصائد أخرى (2000)، وكتاب تروي جوليمور توم تومسون في المطهر (2006)، وكتاب كيفن إيري مشاهدة توم تومسون: تقرير الأقلية (2012).
يستند فيلم الشاطئ البعيد للمخرجة جويس فيلاند عام 1976 إلى حياة ووفاة توم تومسون. رواية الخطوط الساحلية للصحفي روي ماكجريجور عام 1980—والتي أعيد إصدارها لاحقًا في عام 2002 باسم Canoe Lake—هي تفسير خيالي لوفاة تومسون. كتاب مرثية ألغونكوين للكاتب نيل ليتو عام 2005 هو قطعة من الخيال التاريخي، ويركز على وفاة تومسون. تشير العديد من الأغاني إلى وفاة تومسون، بما في ذلك أغنية «الورك المأساوي» المنفردة عام 1991 «ثلاث مسدسات».
في عام 2018، تمت إعادة تسمية قسم من الطريق السريع 60 في أونتاريو—الممر الرئيسي عبر منتزه ألغونكوين—باسم «طريق توم تومسون باركواي». أصدرت هيئة البريد الكندية عدة طوابع لعمل تومسون منذ عام 1967. تضمنت الأعمال المصورة جاك باين (تم طباعتها في عام 1967)، وأبريل في ألغونكوين بارك (1977)، والبتولا الخريفية (1977)، والريح الغربية (1990) وفي نورثلاند (2016).

## النظريات البديلة
دارت العديد من النظريات البديلة حول طبيعة وفاة توم تومسون، بما في ذلك أنه قُتل أو انتحر. وعلى الرغم من أن هذه الأفكار تفتقر إلى الإثبات، إلا أنها استمرت في التواجد في الثقافة الشعبية. أشار أندرو هانتر إلى أن روبنسون كان مسؤولاً إلى حد كبير عن الاقتراح بأن وفاة تومسون كانت أكثر من مجرد غرق عرضي. وتوسع هانتر في هذه الفكرة، فكتب، «... أنا مقتنع بأن رغبة الناس في تصديق لغز جريمة قتل تومسون/المسلسل التلفزيوني متجذرة في الفكرة الراسخة بأنه كان خبيرًا في قطع الأشجار، وعلى علاقة وثيقة بالطبيعة. لا يُفترض أن تموت مثل هذه الشخصيات 'عن طريق الخطأ'. وإذا حدث ذلك، فسيكون الأمر أشبه بفضح غري آول على أنه رجل إنجليزي».
في عام 1935، نشرت بلودوين ديفيز أول استكشاف لوفاة تومسون خارج الروايات الصحفية من وقت وفاة تومسون. طبعة ذاتية النشر من 500 نسخة، وبيعت شكوكها حول القرار الرسمي لسبب الوفاة بشكل سيئ. في عام 1970، روى كتاب القاضي ويليام ليتل، لغز توم تومسون [الإنجليزية]، كيف قام ليتل وثلاثة من أصدقائه في عام 1956 بحفر موقع قبر تومسون الأصلي في مقبرة موات على بحيرة كانو. لقد اعتقدوا أن البقايا التي عثروا عليها كانت لثومسون. في خريف عام 1956، حدد المحققون الطبيون أن الجثة كانت لرجل أصلي مجهول الهوية. وصف كاتب العمود في الصحف الكندية روي ماكجريجور فحصه عام 2009 لسجلات بقايا عام 1956 التي اكتشفها ويليام ليتل (أعيد دفن البقايا أو فقدت) وخلص إلى أن الجثة كانت في الواقع لثومسون، مما يشير إلى «أن ثومسون لم يغادر بحيرة كانو أبدًا».[بحاجة لرقم الصفحة]

### كشف الزيف
وقد أشار ديفيد سيلكوكس وهارولد تاون إلى أدلة غير صحيحة تستخدم لتبرير الاعتقاد بأن تومسون قُتل. ومن أبرز هذه الأدلة أن قدمي تومسون عُثر عليهما متشابكتين في سلك. وهذا الادعاء تفسير خاطئ لملاحظة روبنسون في ثلاثينيات القرن العشرين بأن الجثة كانت محاطة بخيط صيد مربوط بعناية حول كاحل ملتوي، والذي كتب سيلكوكس وتاون أنه كان علاجًا شائعًا لالتهاب المفاصل أو آلام المفاصل. واقترح سيلكوكس أنه من السهل تخيل تومسون واقفًا في قاربه لإلقاء خيط صيد، وفقد توازنه في هذه العملية، وارتطم رأسه بحافة القارب وسقط في الماء فاقدًا للوعي، فقط ليغرق.
في مقال بعنوان «الوفيات العديدة لتوم تومسون»، نُشر عام 2011، يصف جريجوري كلاجيس كيف تطورت الشهادات والنظريات المتعلقة بوفاة تومسون منذ عام 1917. وبتقييم الروايات الثانوية مقابل الأدلة الأولية، يخلص كلاجيس إلى أن وفاة تومسون تتفق مع التقييم الرسمي للغرق العرضي. تقول المؤرختان كاثلين جاراي وكريستل فيردوين، «إن التحقيقات الأرشيفية الجنائية لكلاجيس توفر لأول مرة درجة معينة من اليقين بشأن هذا الحدث». وتوسع كلاجيس في هذه الأفكار في كتاب يحمل اسمًا مشابهًا، الوفيات العديدة لتوم تومسون: فصل الحقيقة عن الخيال، نُشر عام 2016. وهو يتحدى بشكل خاص ادعاءات ماكجريجور، مشيرًا إلى أن ماكجريجور مذنب بتحريف الأدلة.

## مجموعة مختارة من الرسومات النهائية لتومسون
أنتج تومسون حوالي ثلاثة عشر رسمًا تخطيطيًا في ربيعه الأخير. وتوضح مناظره الطبيعية العديد من المشاهد الثلجية في متنزه ألغونكوين وتشير إلى تزايد الاهتمام بأشجار البتولا.

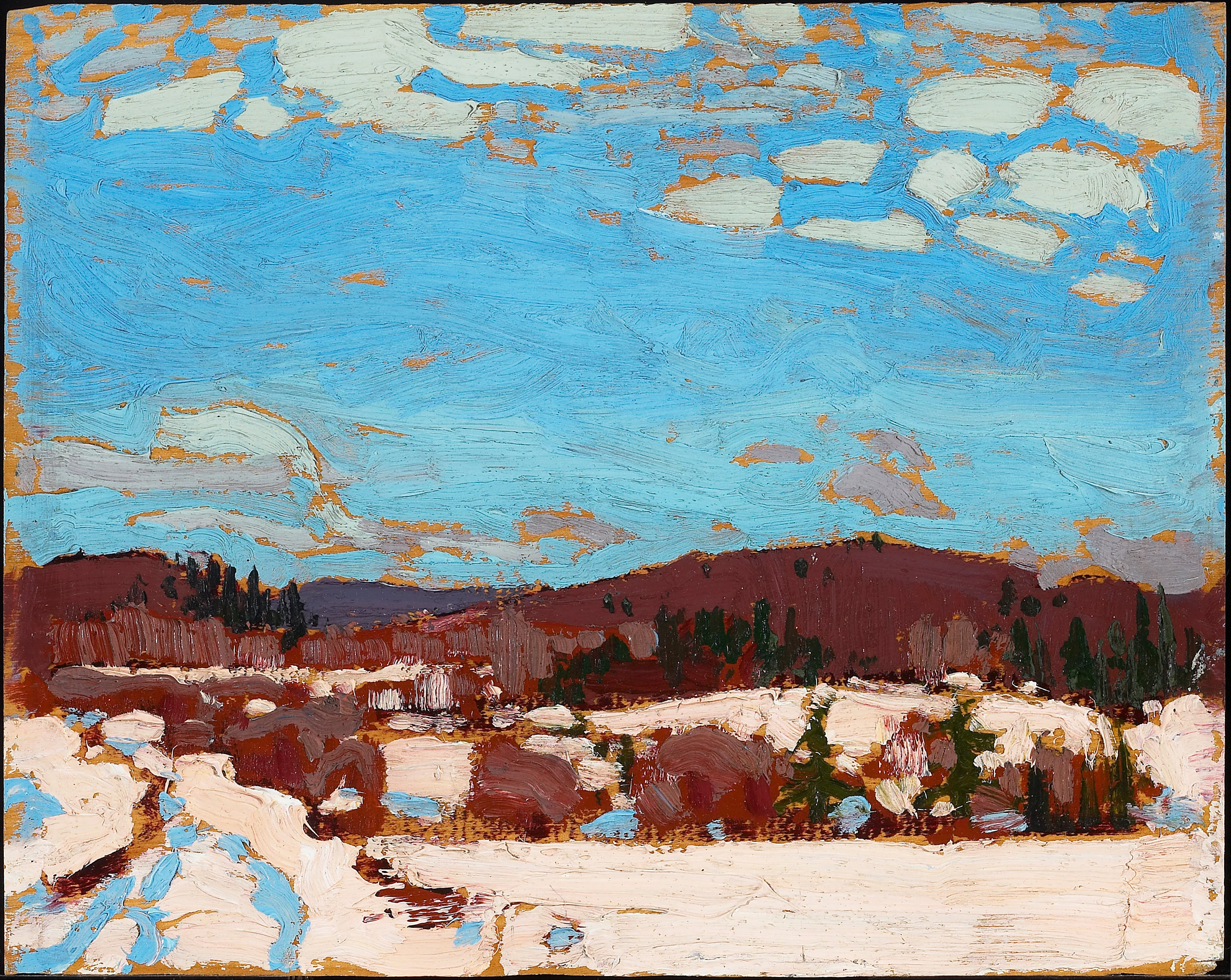
أوائل الربيع، ربيع 1917. معرض أونتاريو للفنون، تورنتو
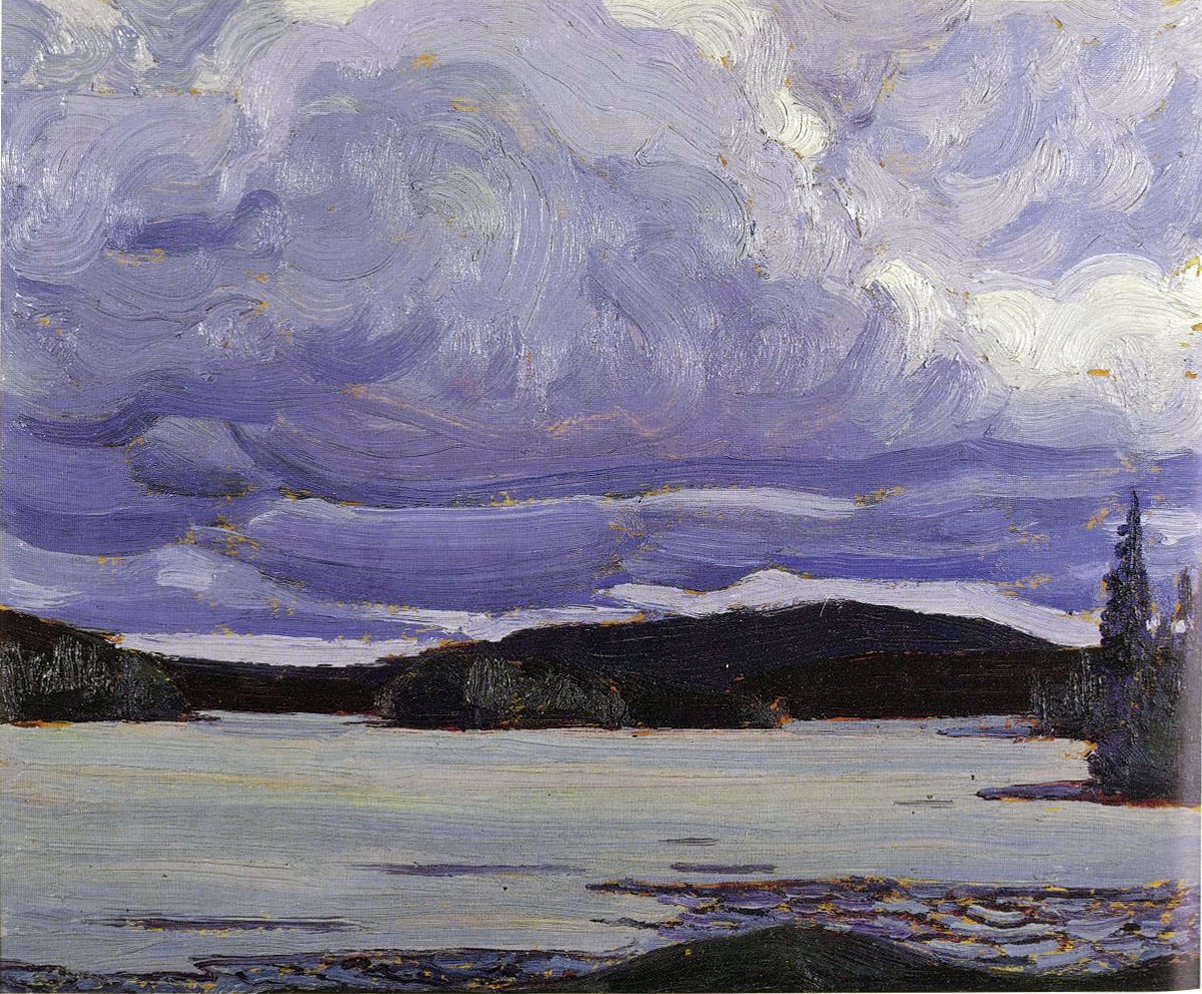
بحيرة كانو، ربيع 1917. مجموعة خاصة، كالغاري
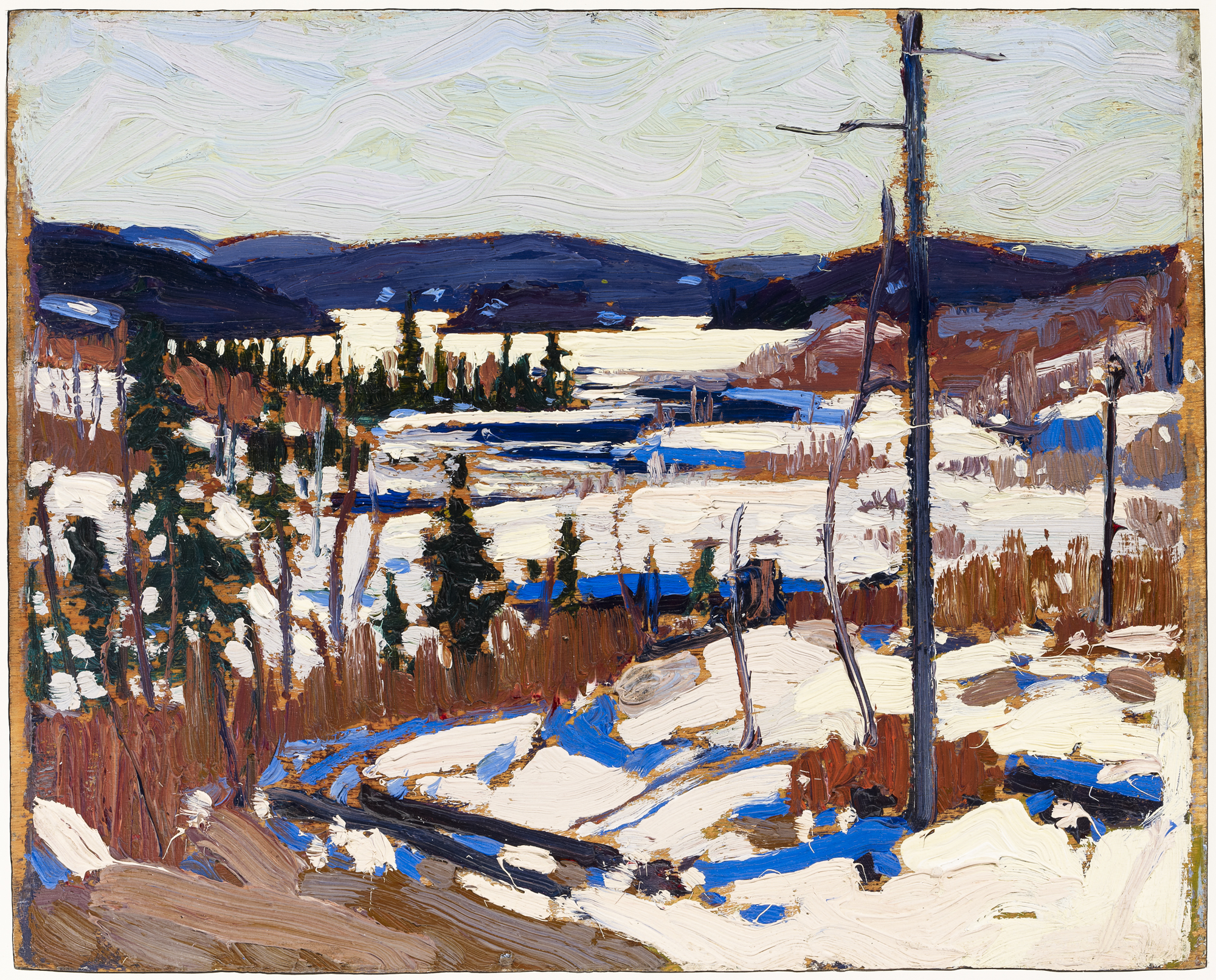
أوائل الربيع، بحيرة كانو، ربيع 1917. مجموعة خاصة، تورنتو
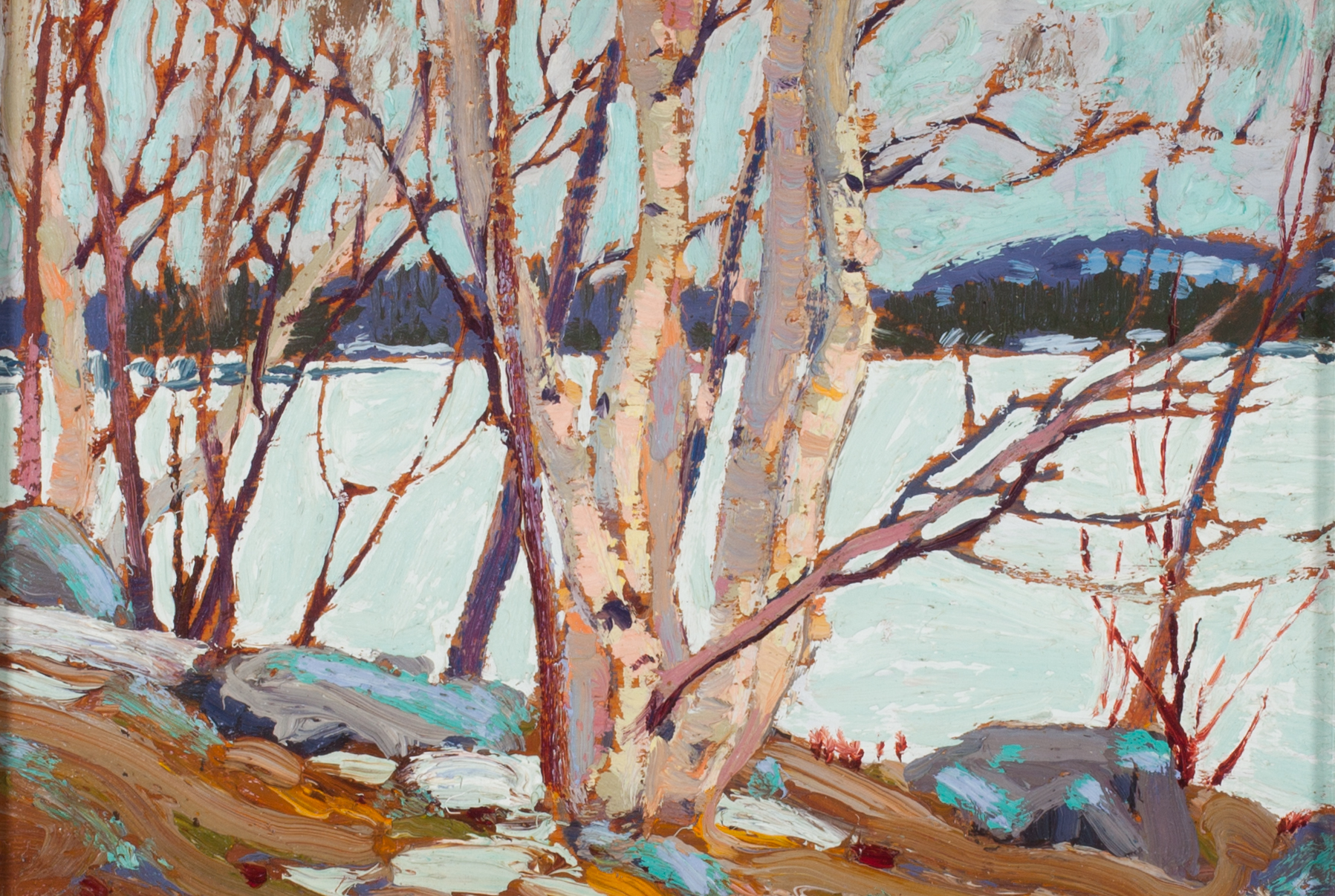
بحيرة مغطاة بالجليد، ربيع عام 1917. معرض توم تومسون للفنون، أوين ساوند

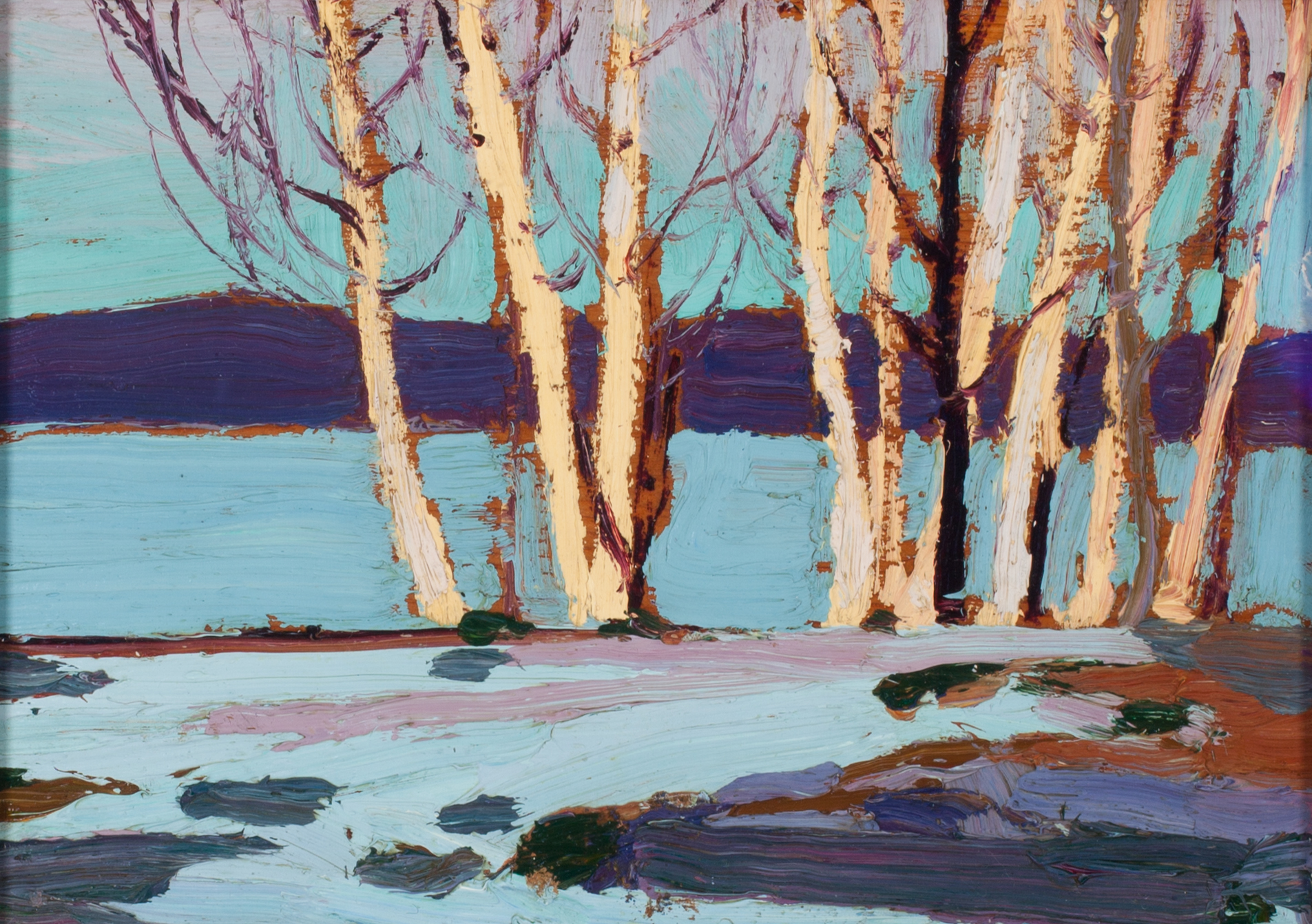
أشجار البتولا، ربيع 1917. معرض توم تومسون للفنون، أوين ساوند
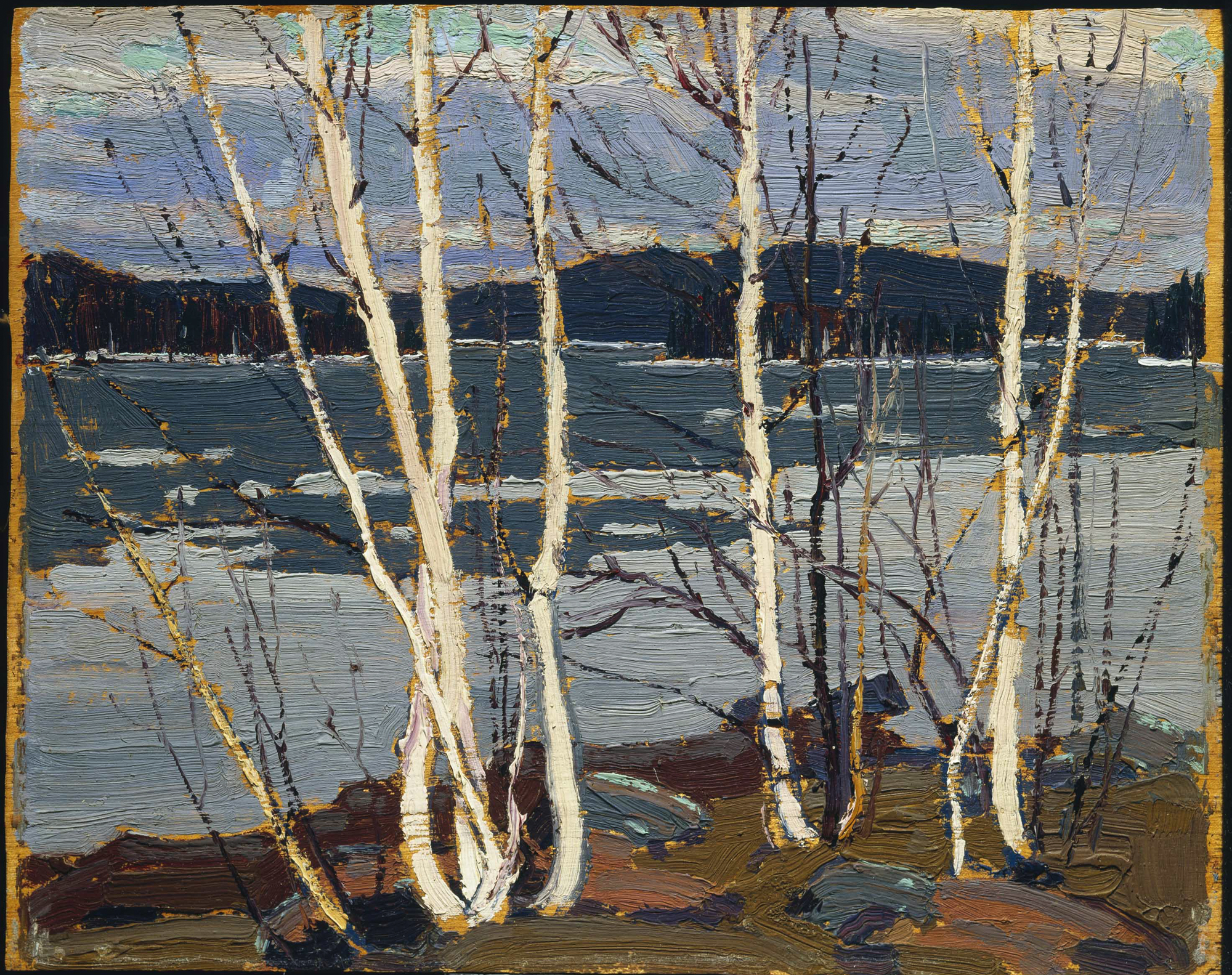
الربيع في حديقة ألغونكوين، ربيع عام 1917. مجموعة ماكمايكل للفن الكندي، كلاينبورج
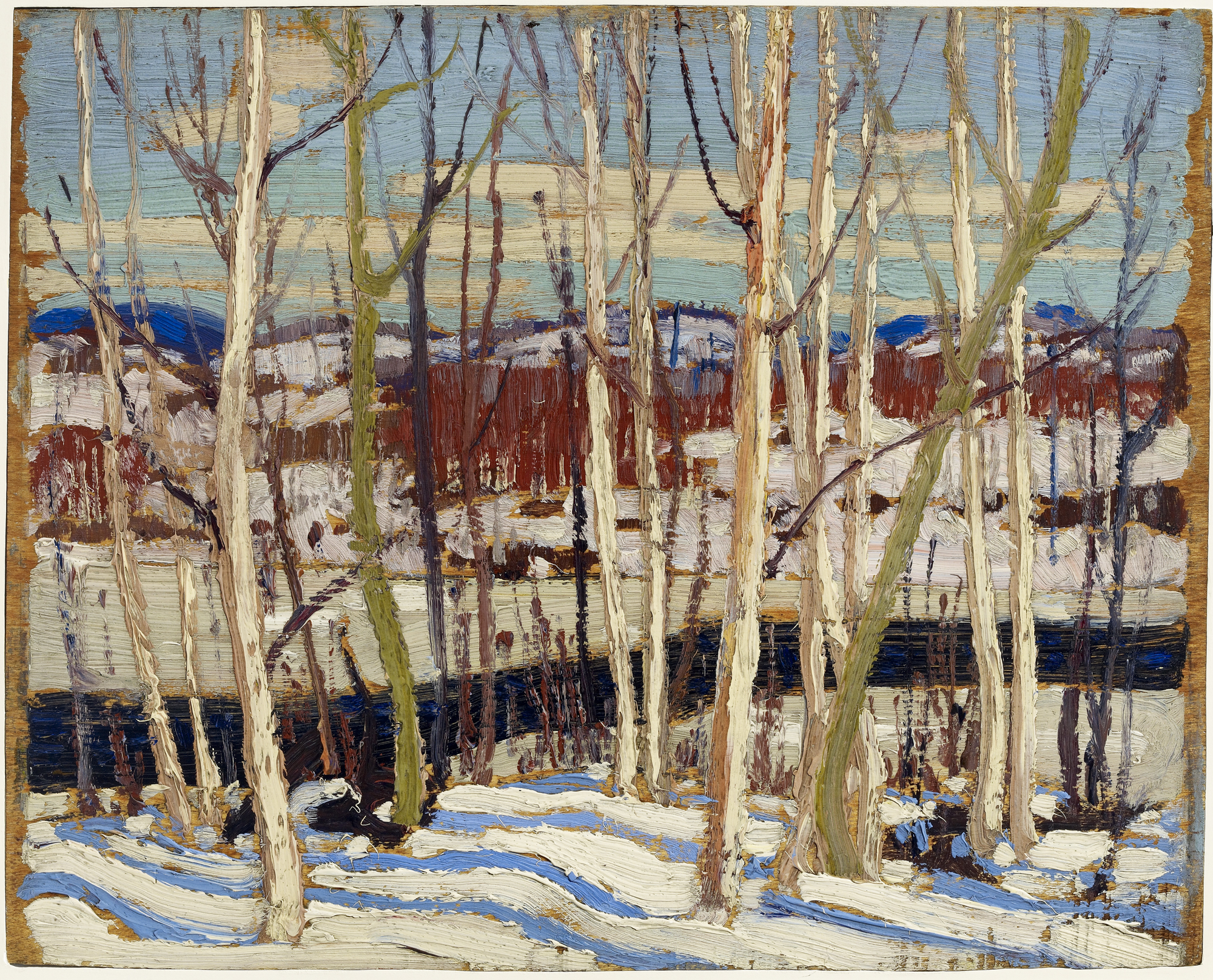
المياه المفتوحة، جو كريك، ربيع 1917. معرض أونتاريو للفنون، تورنتو
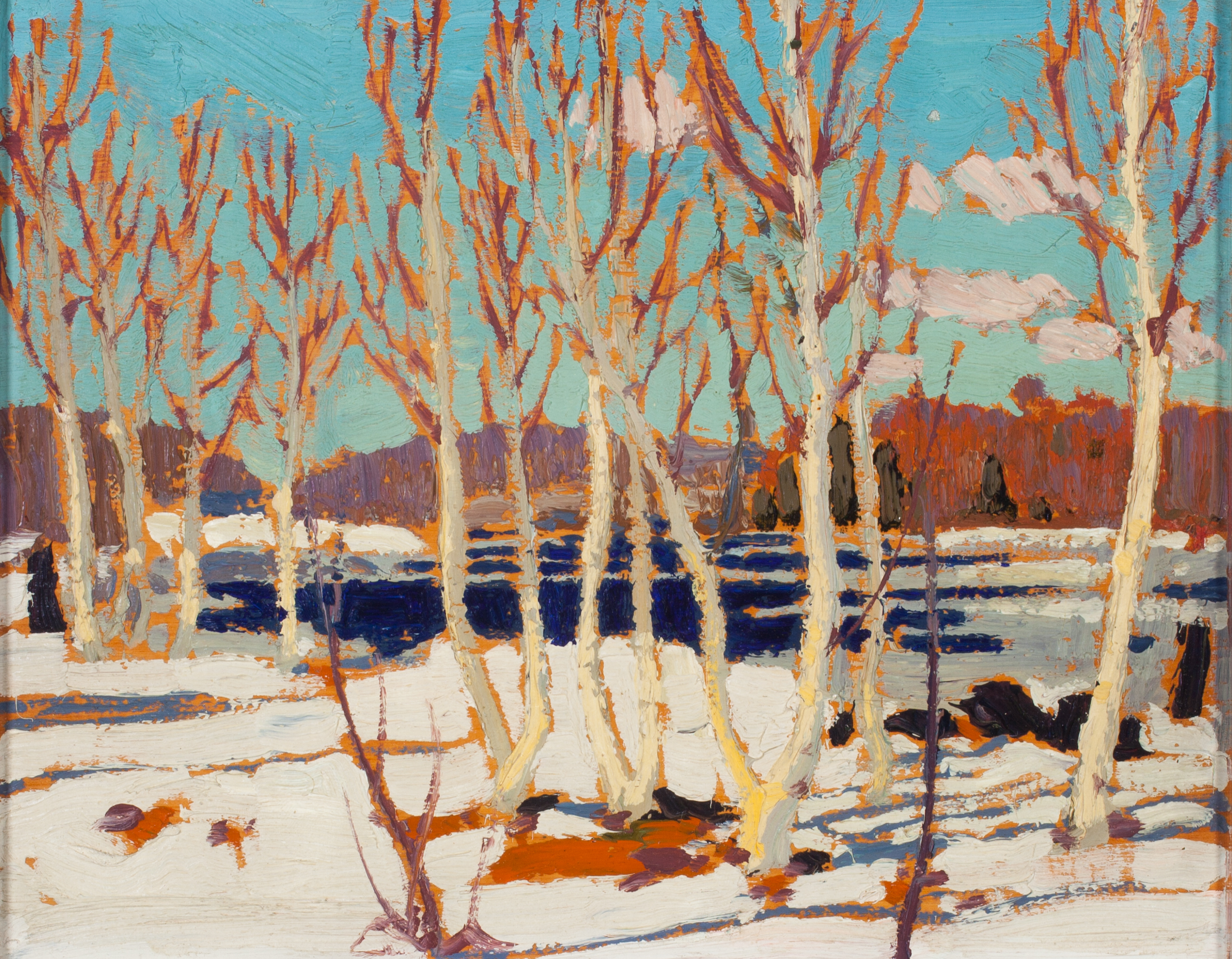
أبريل في ألغونكوين بارك، ربيع 1917. معرض توم تومسون للفنون، أوين ساوند

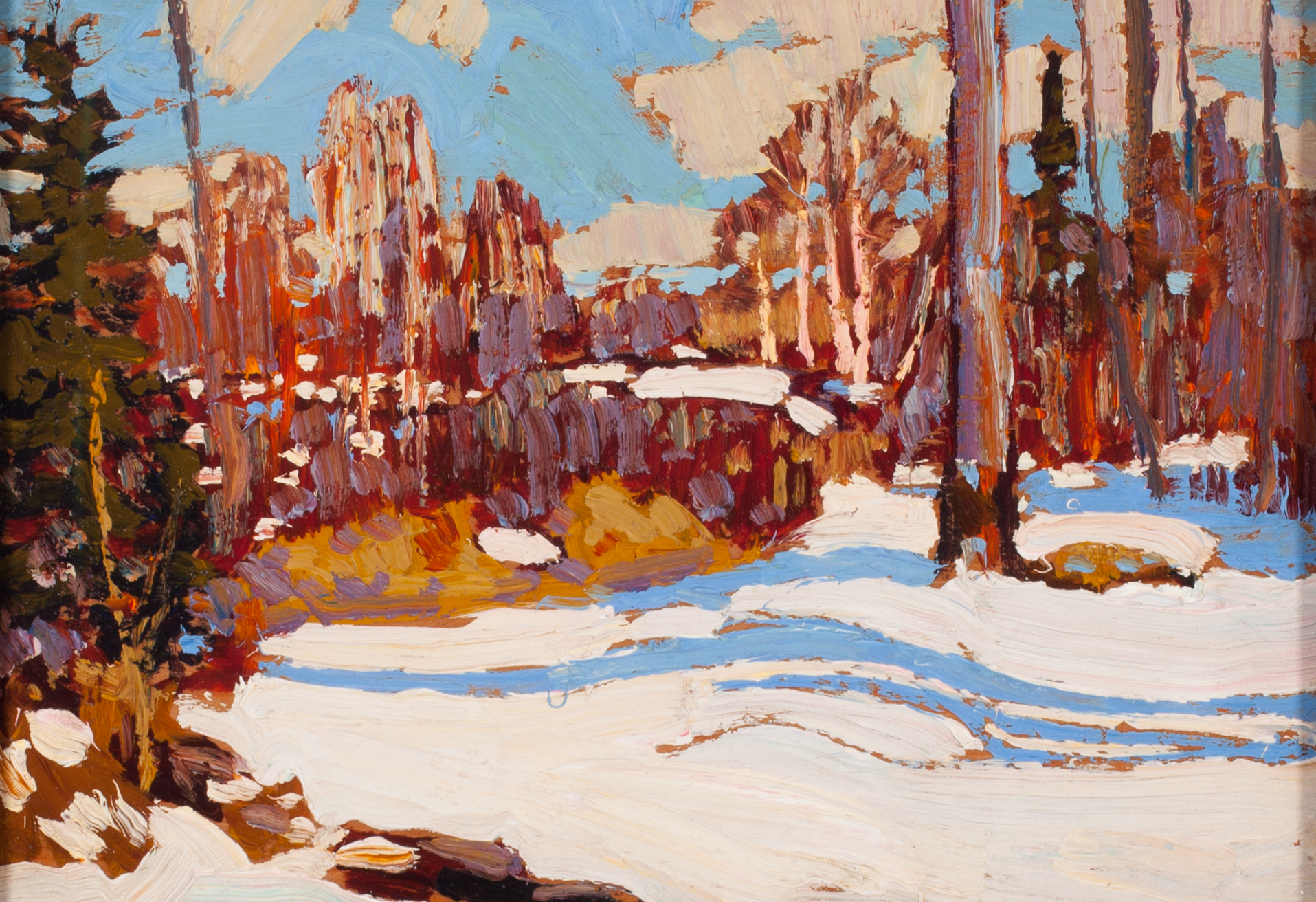
الغابات في الشتاء، ربيع 1917. معرض توم تومسون للفنون، أوين ساوند
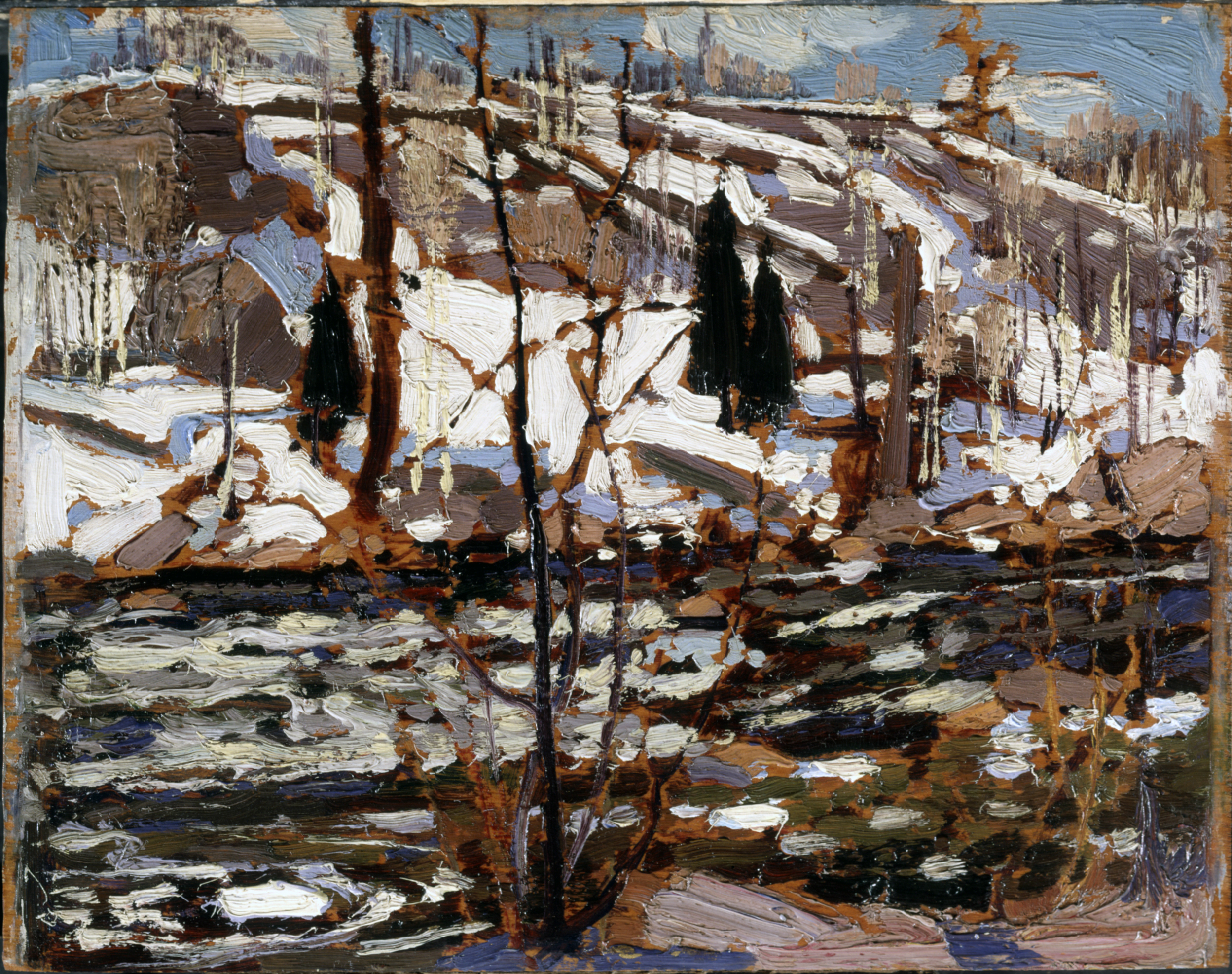
عطلة الربيع، ربيع 1917. مجموعة خاصة، مونتريال
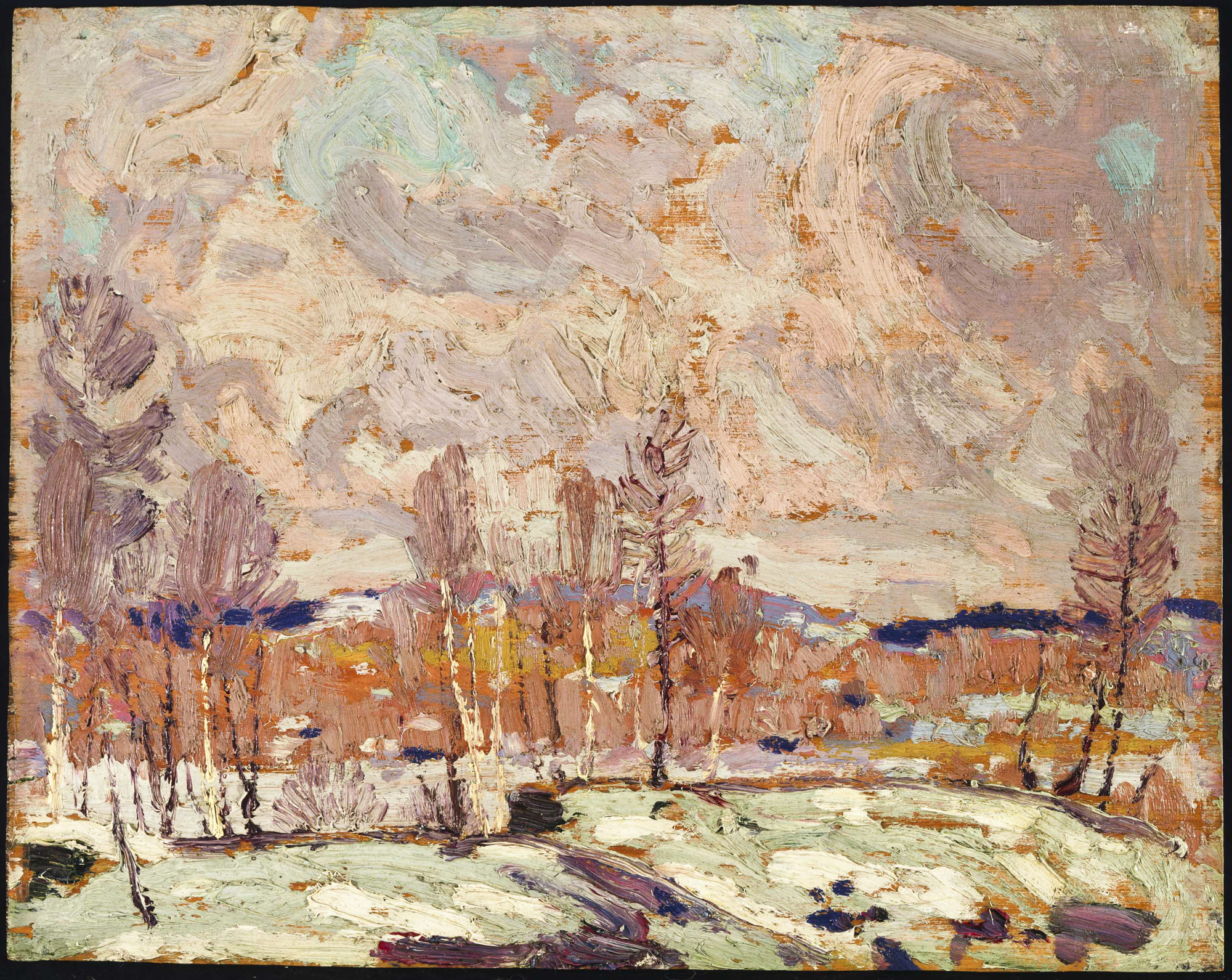
فيضان الربيع، ربيع 1917. مجموعة ماكمايكل للفن الكندي، كلاينبورج
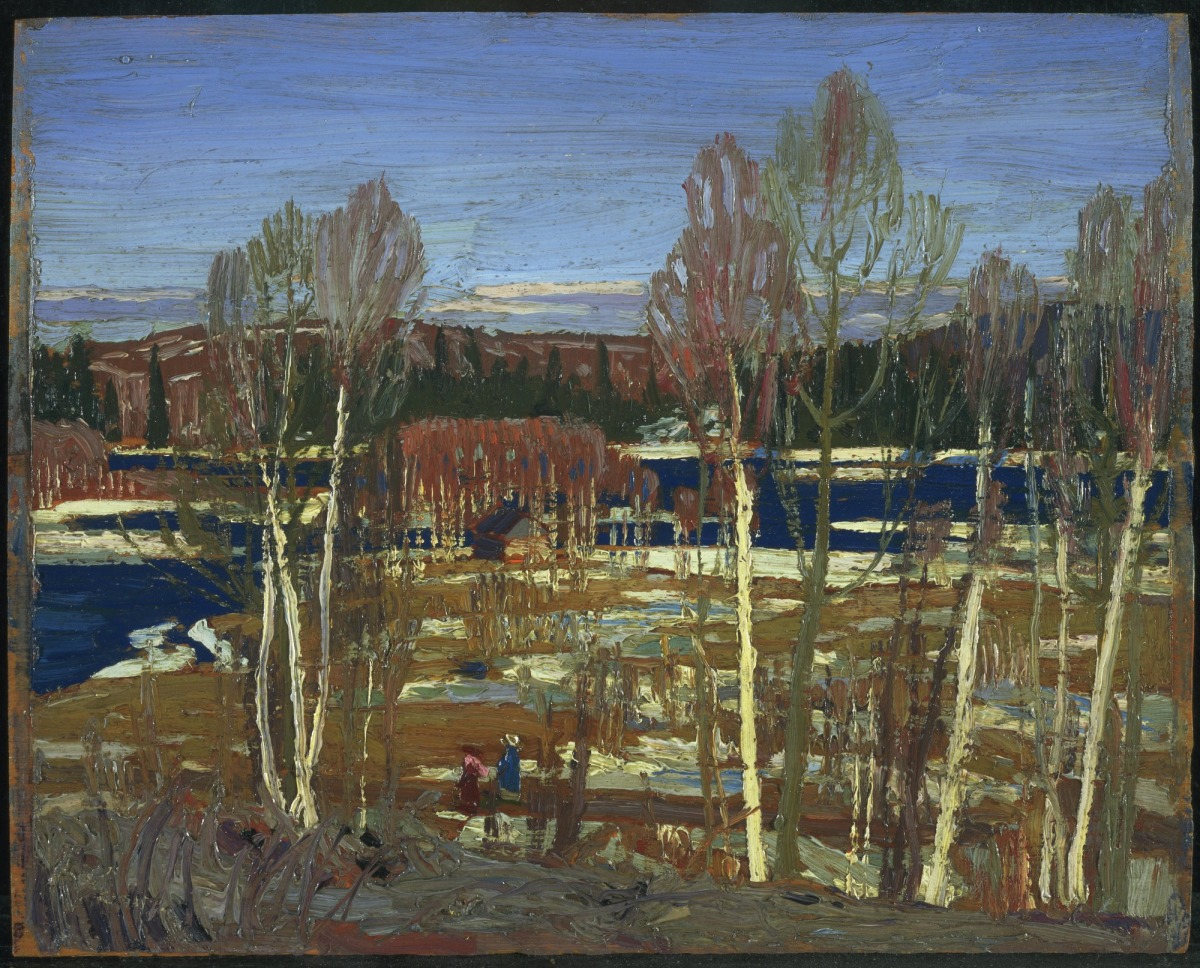
كوخ لويري ديكسون، ربيع 1917. المعرض الوطني الكندي، أوتاوا

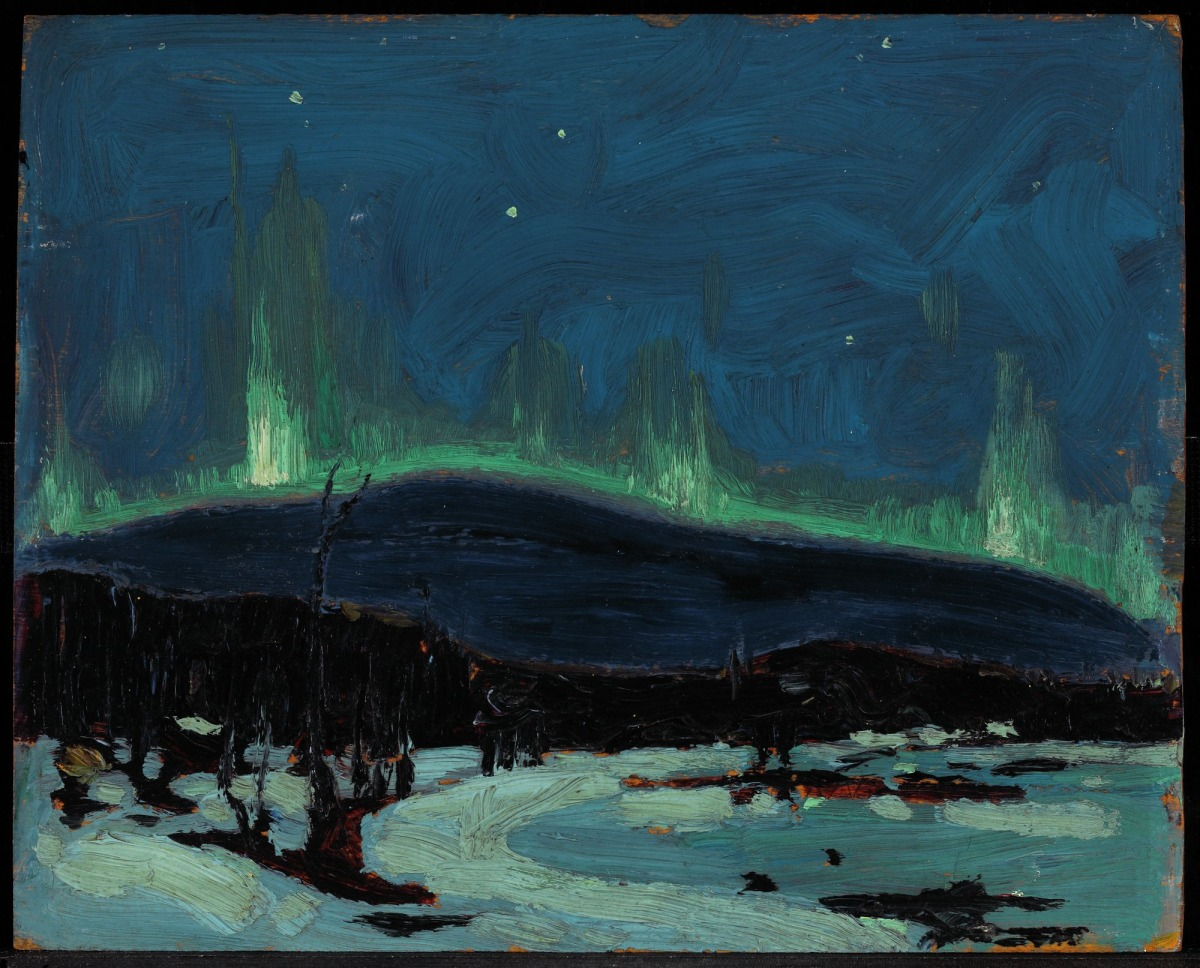
أضواء الشمال، ربيع 1917. المعرض الوطني الكندي، أوتاوا
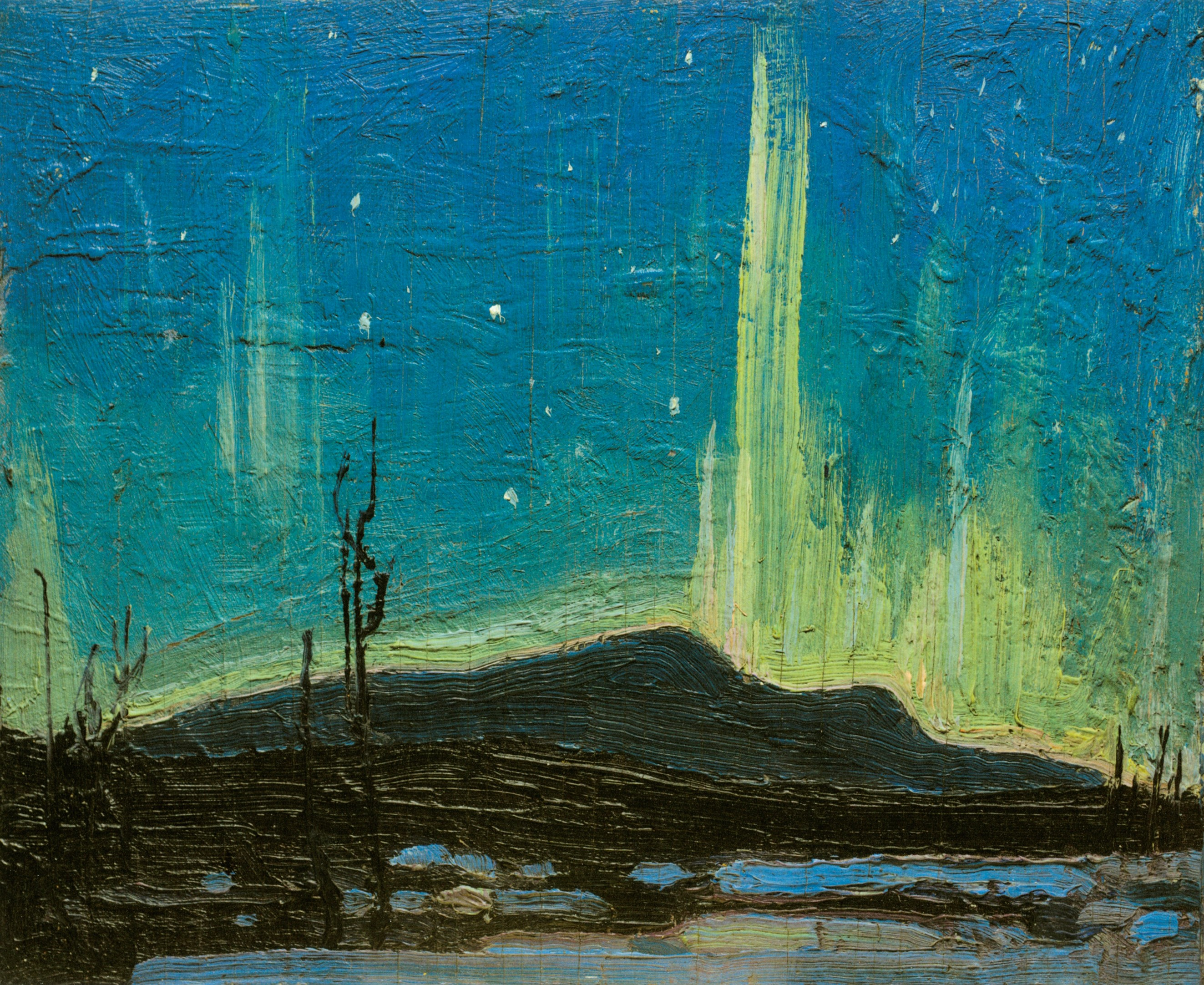
أضواء الشمال، ربيع 1917. معرض أونتاريو للفنون، تورنتو
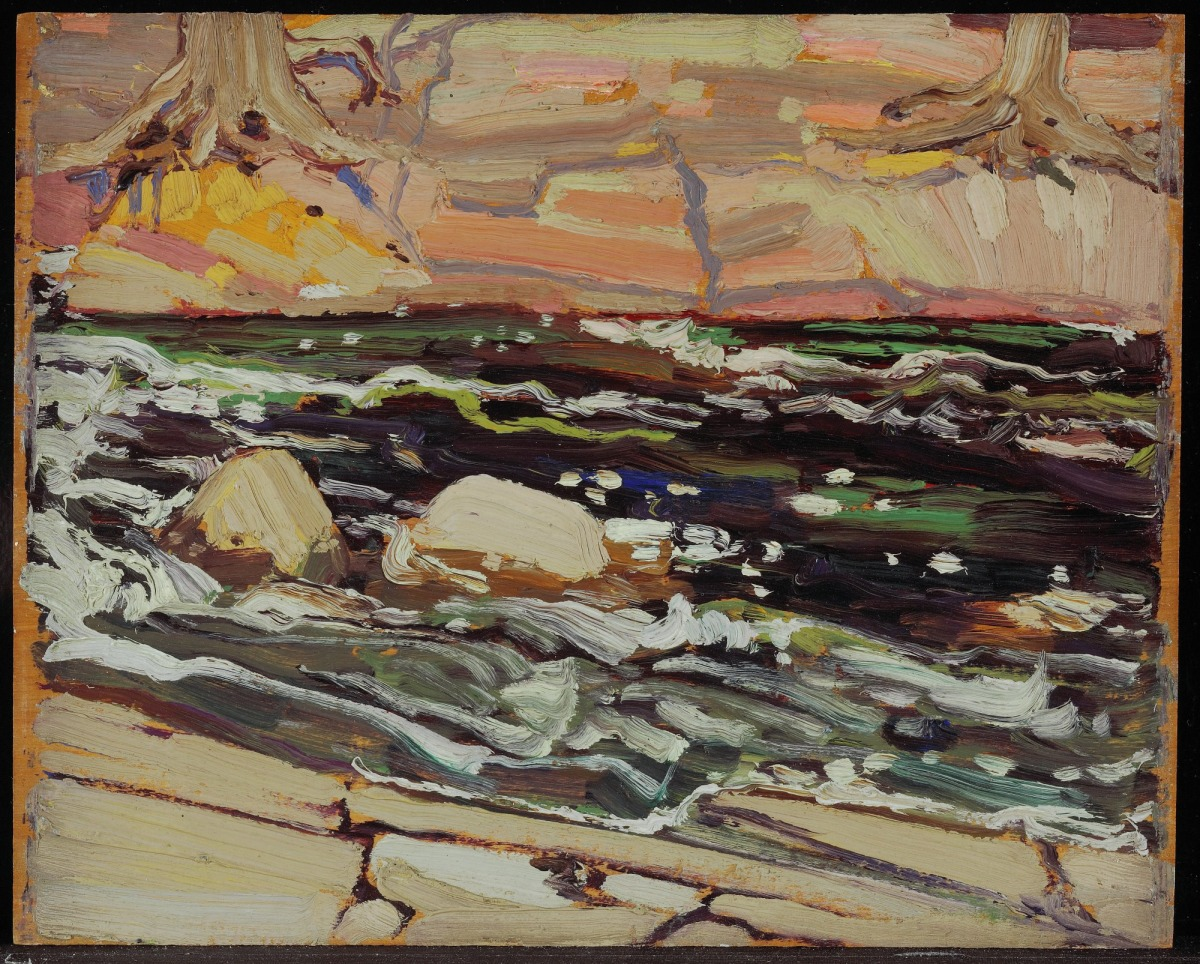
المياه المظلمة، ربيع 1917. المعرض الوطني الكندي، أوتاوا
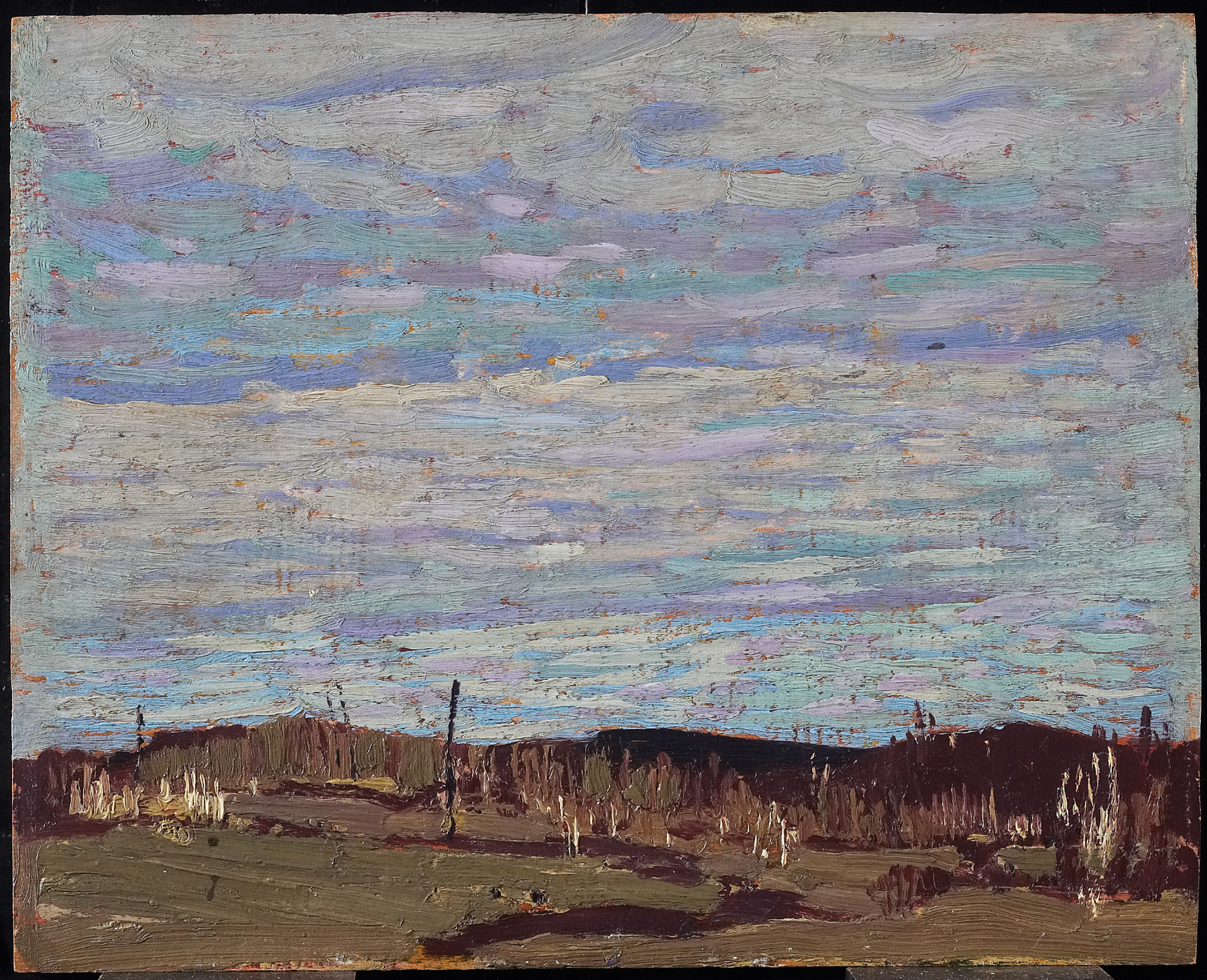
الربيع، ربيع 1917. معرض أونتاريو للفنون، تورنتو

### الحواشي
1. ↑  موات، ص.ب.، 7 يوليو 1917
سيدي العزيز:
ما زلت بالقرب من فريزر ولم أرسم أي رسم تخطيطي منذ بدأت الذباب في الانتشار. كان الطقس رطبًا وباردًا طوال الربيع وكانت الذباب والبعوض أسوأ بكثير مما رأيتهما في أي عام ولم يكن لمبيدات الذباب أي تأثير عليهم. ومع ذلك، هذا هو اليوم الدافئ الثاني الذي شهدناه هذا العام وسينتهي الأمر بيوم أو نحو ذلك مثل هذا. سأرسل رسوماتي الشتوية في غضون يوم أو يومين ولدي كل النية لعمل المزيد ولكن كان الأمر شبه مستحيل مؤخرًا. لقد قمت بالكثير من التجديف هذا الربيع وكان الصيد جيدًا. لقد قمت ببعض الإرشاد لمجموعات الصيد وسأقوم ببعض الرحلات الأخرى هذا الشهر والشهر القادم مع رسم بعض الرسومات على الأرجح بين الحين والآخر. [...]
آمل أن تكون بخير، أنا كذلك
مع خالص تحياتي / توم تومسون[26][27]
2. ↑  لمزيد من المعلومات حول الاتجاهات التجريدية اللاحقة لتومسون، راجع:   - Silcox (2015), p. 44
  - Silcox & Town (2017), pp. 148–49
  - Artistic development of Tom Thomson § Approaching abstraction
3. ↑  في 10 يوليو، أرسل فريزر برقية إلى ماكالوم، كتب فيها:

الدكتور ماكالوم  [ك‍]

المرجل (بلور) سانت تورنتو أونتاريو

تم العثور على قارب تومز  [ك‍] مقلوبًا ولا يوجد أثر لتوم سانس  [ك‍] ظهر الأحد

ج.س. فريزر[42]
4. ↑  تحكي قصة شائعة—وإن لم يكن من الممكن التحقق منها—أنه كان يحاول اصطياد سمكة باس كبيرة بشكل خاص في بحيرة جو في اليوم الذي اختفى فيه.[43]
5. ↑  كان نص البرقية من ج.س. فريزر إلى شقيق توم جون كالتالي:: Canoe Lake يوم 16-17 يوليو

ج تومسون
أوين ساوند.

وجدت توم  [ك‍] هذا الصباح.

ج. س. فريزر[44]
6. ↑  روى هاولاند لاحقًا ما يلي: رأيت جثة رجل تطفو في بحيرة كانو يوم الاثنين 16 يوليو حوالي الساعة 10 صباحًا وأبلغت السيد جورج رو أحد السكان الذي نقل الجثة إلى الشاطئ. في يوم الثلاثاء 17، فحصت [الجثة] ووجدت أنها لرجل يبلغ من العمر حوالي 40 عامًا في مرحلة متقدمة من التحلل، وكان وجهه وبطنه وأطرافه منتفخة وبثور على الأطراف وكدمة على الصدغ الأيمن بطول 4 بوصات، ولا توجد أي علامة أخرى على وجود علامات خارجية مرئية على الجسم، وكان الهواء يخرج من الفم، وبعض النزيف من الأذن اليمنى، وكان سبب الوفاة الغرق.[47]
7. ↑  تقع مقبرة موات في 45°33′47″N 78°43′42″W / 45.56306°N 78.72833°W.
8. ↑  كتب ماكدونالد إلى والد تومسون، لقد عدت للتو من بحيرة كانو حيث قضيت عطلة نهاية الأسبوع في مساعدة السيد [جيه دبليو] بيتي في وضع اللوحة وإضفاء بعض اللمسات النهائية على الكومة الحجرية. الكومة الحجرية قطعة عمل رائعة، ومع وضع اللوحة النحاسية في مكانها تبدو مهيبة للغاية. وهي تقع في نقطة بارزة في بحيرة كانو عند رأس البحيرة مباشرة باتجاه الشمال ويمكن رؤيتها من جميع الاتجاهات. وهي تقع بالقرب من مكان التخييم المفضل لدى توم. [...] والنتيجة تساهم بشكل كبير في تجميل مأساة وفاة توم.[53]
9. ↑  سأشار هانتر إلى ف. ب. هوسر، ونيوتن ماكتافيش، وألبرت إتش روبسون، وباركر فيرلي، وهارولد مورتيمر لامب، والدكتور جيمس ماكالوم باعتبارهم مؤثرين رئيسيين في نشر أساطير تومسون.[75]
10. ↑  For example, see:   - Harris (1929), p. 185
  - Jackson (1958), p. 22
11. ↑  For example, see:   - Dawn (2007)
  - Jessup (2007)
  - McKay (2011)، Ch. 8–9

### الاستشهادات
1. 1 2 3  Silcox & Town (2017), p. 236.
2. ↑  Silcox & Town (2017), p. 41.
3. 1 2  Hill (2002), p. 113.
4. ↑  MacDonald (1917b), p. 47.
5. ↑  Silcox (2015), p. 4.
6. ↑  Murray (1999), pp. 6–7.
7. ↑  Wadland (2002), p. 93.
8. ↑  Hunter (2002), pp. 28–29.
9. 1 2  Murray (2015)، "Prologue".
10. ↑  Henry (1931).
11. ↑  MacCallum (1918), p. 382.
12. 1 2 3 4  Silcox & Town (2017), p. 237.
13. ↑  Silcox (2015), p. 15.
14. ↑  Silcox & Town (2017), pp. 215, 237.
15. ↑  Wadland (2002), pp. 94–95.
16. ↑  Hunter (2002), pp. 28, 28n39.
17. ↑  Hunter (2002), p. 29.
18. ↑  Hunter (2002), p. 28.
19. ↑  Hill (2002), p. 123.
20. ↑  Jackson (1914).
21. 1 2 3 4  Murray (2015)، "From the Studio Building to Algonquin Park and Home Again".
22. 1 2  Hill (2002), p. 141.
23. ↑  Robinson (1930), p. 3.
24. ↑  Murray (1999), p. 116.
25. ↑  Murray (2002a), pp. 303–04.
26. 1 2  Thomson (1917b).
27. ↑  Murray (2002a), p. 306.
28. ↑  Silcox (2015), p. 17.
29. ↑  Silcox (2015), pp. 17–18.
30. ↑  Silcox (2015), pp. 74–75.
31. ↑  Silcox (2015), p. 73.
32. ↑  Silcox (2015), p. 52.
33. ↑  Silcox (2015), pp. 17–18, 44, 52, 57, 62, 68, 73.
34. ↑  Silcox & Town (2017), p. 148.
35. 1 2 3  Hill (2002), p. 142.
36. 1 2  Silcox (2015), p. 18.
37. ↑  Thomson (1917a).
38. ↑  Murray (2002a), pp. 304–05.
39. ↑  Murray (1999), p. 122.
40. 1 2 3  Murray (2002b), p. 317.
41. 1 2 3 4 5 6 7  Silcox & Town (2017), p. 49.
42. ↑  Fraser (1917a).
43. ↑  Hunter (2002)، p. 28n39.
44. ↑  Fraser (1917b).
45. ↑  Thomson (1934).
46. ↑  Murray (1999), p. 23.
47. 1 2  Howland (1917).
48. 1 2  Ranney (1931).
49. ↑  Robinson (1917).
50. ↑  
  - Hill (2002), p. 142
  - Murray (2002b), p. 317
  - Silcox & Town (2017), p. 49–50
51. ↑  "Historic Leith Church". www.meaford.ca (بالإنجليزية البريطانية). Archived from the original on 2018-06-26. Retrieved 2018-01-16.
52. ↑  
  - Hill (2002), p. 142
  - Murray (2002b), p. 317
  - Silcox (2006), p. 213
  - Silcox & Town (2017), p. 240
53. ↑  MacDonald (1917a).
54. ↑  Roza (1997), p. 31.
55. ↑  Jackson (1919), p. 5.
56. ↑  Milne (1930).
57. ↑  Dejardin (2018), pp. 17, 194.
58. ↑  Grace (2004), p. 96.
59. ↑  Lismer (1934), pp. 163–64.
60. ↑  Reid (2002a).
61. ↑  Silcox (2015), p. 66.
62. ↑  Vikander (2018).
63. ↑  The Canadian Press (2018).
64. ↑  Silcox & Town (2017), p. 182.
65. ↑  Silcox (2015), p. 74.
66. ↑  Dellandrea (2017).
67. ↑  "Leith United Church | Heritage Meaford". www.heritagemeaford.com. مؤرشف من الأصل في 2024-06-15. اطلع عليه بتاريخ 2018-01-16.
68. ↑  "Tom Thomson Art Gallery". City of Owen Sound. مؤرشف من الأصل في 2013-05-14. اطلع عليه بتاريخ 2018-08-19.
69. ↑  Dexter (1968).
70. ↑  Stanners (2017).
71. 1 2  Silcox (2006), p. 29–30, 212.
72. 1 2  Roza (1997), pp. 29–30.
73. 1 2 3 4  Silcox & Town (2017), p. 85.
74. ↑  Silcox (2006), p. 29–30.
75. 1 2  Hunter (2002), p. 35.
76. ↑  Jackson (1935).
77. ↑  McInnes (1944).
78. ↑  Fairley (1920), p. 246.
79. ↑  Mortimer-Lamb (1919), p. 124.
80. ↑  Hunter (2002), p. 36.
81. ↑  Davies (1930).
82. ↑  Housser (1926).
83. 1 2  Roza (1997)، p. 30n29.
84. 1 2  Reid (1971), p. 90.
85. ↑  Silcox (2015), p. 58.
86. ↑  
  - Murray (1986), p. 6
  - Reid (2002b), p. 70
  - Silcox & Town (2017), p. 43
  - Stacey (2002), p. 52
87. ↑  Cruikshank ().
88. 1 2  Reid (2002b)، p. 70n21.
89. ↑  Jackson (1931).
90. ↑  Hill (2002)، p. 113n18.
91. ↑  Murray (1999), p. 2.
92. ↑  Silcox (2015), p. 9.
93. ↑  Reid (2002b), pp. 65–83.
94. ↑  Roza (1997), p. 30n29.
95. ↑  Silcox & Town (2017), p. 88.
96. ↑  McKay (2011), p. 185.
97. ↑  Silcox (2015), p. 68, 71.
98. ↑  Silcox (2006), p. 214.
99. 1 2 3  Roza (1997), p. 74.
100. 1 2  Djwa (1992), p. 208.
101. ↑  Smith (2006)، p. 53n1.
102. ↑  Roza (1997), pp. 75–76.
103. ↑  Roza (1997), pp. 74–75.
104. ↑  Roza (1997), pp. 67–68.
105. ↑  Whipple (2000).
106. ↑  Jollimore (2006).
107. ↑  Irie (2012).
108. ↑  Wieland (1976).
109. ↑  MacGregor (1980).
110. ↑  Lehto (2005).
111. ↑  Silcox (2015), p. 65.
112. ↑  Cilliers (2018).
113. ↑  "Search Canadian Stamps - Canada - Tom Thomson". www.canadianpostagestamps.ca. Canadian Stamps. مؤرشف من الأصل في 2018-07-30. اطلع عليه بتاريخ 2018-07-30.
114. 1 2  Klages (2011), pp. 274–97.
115. 1 2  Klages (2016).
116. ↑  Hunter (2002), p. 39.
117. ↑  Davies (1935), pp. 122–25.
118. ↑  Davies (1935).
119. ↑  Little (1970), pp. 110–127.
120. ↑  Sharpe (1956).
121. ↑  MacGregor (2010).
122. ↑  Verduyn (2011), p. 7.

## وصلات خارجية
- Death on a Painted Lake: The Tom Thomson Tragedy, a website with a collection of archival information
- The Lonely Land, a 1926 poem by A. J. M. Smith directly inspired by Thomson's painting The Jack Pine